# Terrorisme palestinien
Ne doit pas être confondu avec Violence politique palestinienne, Conflit israélo-palestinien ou nationalisme palestinien.
 (octobre 2020).

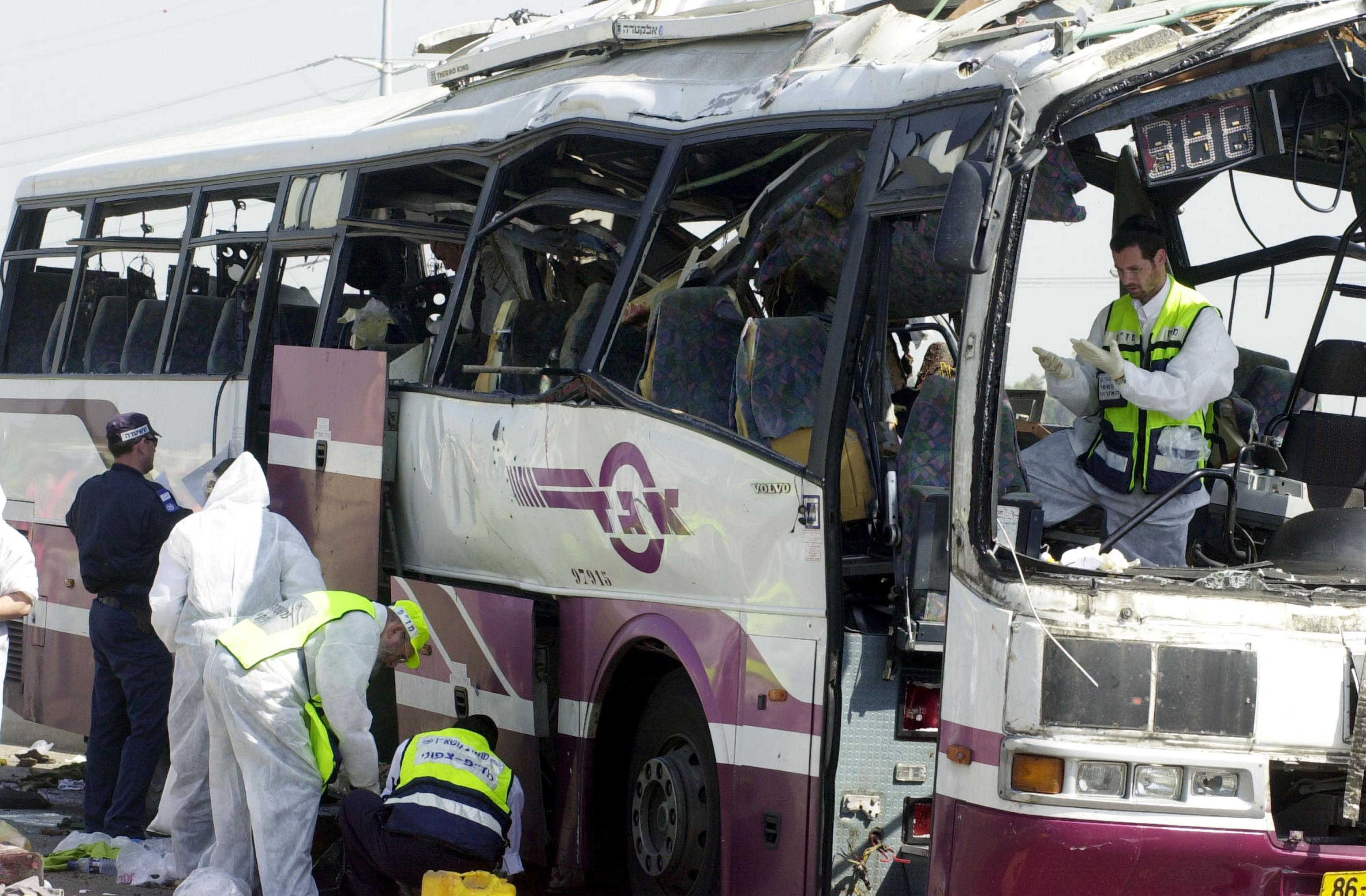
L'autobus 960 Egged après l'attentat-suicide du 10 avril 2002 au carrefour Yagur. 8 passagers sont tués et 19 autres blessés.

Le terrorisme palestinien fait référence aux actes de terrorisme perpétrés par des individus ou des organisations palestiniennes, principalement dans le cadre du conflit israélo-palestinien, du nationalisme palestinien et de l'islamisme.
Dans le cas palestinien, le terrorisme d'inspiration idéologique et politique des années 1960-1970 tend vers un terrorisme d'inspiration religieuse, avec l'émergence de groupes islamistes.

## Introduction

### Histoire
Historiquement, depuis 1919, des groupes palestiniens locaux attaquent la population juive du Yichouv, en opposition aux aspirations du sionisme. De 1949 à 1956, les fedayin commettent des attentats dans le cadre du conflit israélo-arabe. Depuis 1965, une nouvelle période de terrorisme voit le jour, avec des attentats organisés par des groupes palestiniens, au nom de la « libération de la Palestine » ainsi que pour créer un État palestinien.
L'attaque de l'aqueduc national d'Israël le 1er janvier 1965, marque le début du terrorisme palestinien contemporain. Le terrorisme palestinien ne devient notoire dans les médias occidentaux qu'à la fin des années soixante, à l'occasion d'actes de piraterie et de prise d'otages,,. Durant la Seconde intifada, il prend particulièrement la forme d'attentats-suicides.

### Liste d'attentats terroristes
Tous les attentats palestiniens contre des cibles israéliennes sont documentés par l'État d'Israël. La presse, des ONG et des études académiques documentent les cas d'attentats les plus marquants. Le Israel Security Agency (ISA) documente les attentats à la bombe en Israël et le profil des terroristes. Les organisations terroristes publient quant à elles des biographies de leurs terroristes suicidés.
Des bases de données sur le terrorisme documentent les incidents terroristes palestiniens comme celles du Global Terrorism Database (GTD) ou du National Memorial Institute for the Prevention of Terrorism (MIPT). D'autres se focalisent sur les incidents terroristes transnationaux comme celles du International Terrorism: Attributes of Terrorist Events (ITERATE).

### Statistiques
| Années          | 1920 | 1930 | 1940 | 1950 | 1960 | 1970 | 1980 | 1990 | 2000 (approximation) |
| --------------- | ---- | ---- | ---- | ---- | ---- | ---- | ---- | ---- | -------------------- |
| Nombre de morts | 164  | 181  | 756  | 347  | 169  | 361  | 174  | 348  | 1 218                |

Pour des raisons techniques, il est temporairement impossible d'afficher le graphique qui aurait dû être présenté ici.

D'après les chiffres de l'État d'Israël, de 1948 à 2003, le terrorisme palestinien a fait plus de 3 500 morts et 25 000 blessés en Israël, Cisjordanie et bande de Gaza, principalement des Juifs israéliens,. La Jewish Virtual Library donne un chiffre de 3 791 Israéliens tués par le terrorisme palestinien de 1948 à 2014.
De janvier 1986 à juin 2006, sur les 3 017 incidents terroristes palestiniens documentés par le National Memorial Institute for the Prevention of Terrorism (2006) en Israël, Cisjordanie et bande de Gaza, 90,6 % ont été menés par 5 principaux acteurs sur les 48 groupes palestiniens documentés : Fatah, Front Populaire de Libération de la Palestine (FPLP), Hamas, Jihad islamique et terroristes « inconnus ».
| Nom du groupe                         | Nombre d'incidents | Nombre de victimes | dont attentats-sucides |
| ------------------------------------- | ------------------ | ------------------ | ---------------------- |
| Fatah                                 | 180                | 1 596              | 22                     |
| FPLP                                  | 63                 | 505                | 7                      |
| Hamas                                 | 543                | 3 474              | 50                     |
| Jihad islamique                       | 150                | 1 165              | 29                     |
| Inconnus                              | 1 798              | 2 754              | 38                     |
| Total des 5 acteurs                   | 2 734              | 9 494              | 146                    |
| Pourcentage sur le total (48 groupes) | 90,6 %             | 81,6 %             | 94,2 %                 |

2 014 Palestiniens ont aussi été tués par des actes terroristes intra-palestiniens de 1987 à 2014. D'autres personnes sont mortes dans des attentats transnationaux ou internationaux.

### Organisations palestiniennes considérées comme terroristes
Les organisations palestiniennes sur la liste des organisations terroristes des États-Unis, du Canada, de l'Union européenne, d'Israël et d'autres pays sont : le Hamas, l'Organisation de libération de la Palestine (OLP), le Jihad islamique palestinien, le Front populaire de libération de la Palestine (FPLP), Front populaire de libération de la Palestine-Commandement général (FPLP-CG), le Fatah-Conseil révolutionnaire,,,.
Depuis les accords d'Oslo en 1993, le Fatah et d'autres factions de l'OLP ont déclaré renoncer au terrorisme, toutefois, certaines factions du Fatah, telles que Brigades des martyrs d'Al-Aqsa et le Fatah-Tanzim restent impliquées dans des actes de terrorisme ; Israël estime que la direction du Fatah continue de contrôler et soutenir ces activités terroristes. En 2021, l'organisation Fatah est toujours placée sur la liste officielle des organisations terroristes de l'Union européenne.
Les groupes palestiniens désignés comme terroristes sont repris dans cette liste non exhaustive :
| Nom de l'organisation | Sur la liste terroriste d'États                                                               |
| --- | --------------------------------------------------------------------------------------------- |
| Organisation de libération de la Palestine | États-Unis (jusqu'à 1991), Israël (jusqu'à 1991), Royaume-Uni(1988 – 1991) et autres          |
| Brigades des martyrs d'Al-Aqsa | Union européenne, États-Unis, Canada                                                          |
| Fatah-Conseil Révolutionnaire, Organisation Abou Nidal, Brigades révolutionnaires arabes, Septembre noir, Organisation révolutionnaire des musulmans socialistes | Union européenne, Canada, Royaume-Uni, États-Unis (8 octobre 1997 – 1er juin 2017)            |
| Front populaire de libération de la Palestine | Union européenne, États-Unis, Canada.                                                         |
| Front Populaire pour la Libération de la Palestine-Commandement général                                                                                          | Union européenne, États-Unis, Canada, Royaume-Uni.                                            |
| Front de libération de la Palestine | États-Unis, Canada, Israël                                                                    |
| Hamas | Union européenne, États-Unis, Royaume-Uni, Israël, Égypte, Arabie saoudite, Venezuela, Canada |
| Jihad islamique palestinien | Union européenne, États-Unis, Canada, Royaume-Uni, Australie, Nouvelle-Zélande, Japon         |
| Al-Aqsa Foundation (Al-Aqsa Nederland) | Union européenne                                                                              |
| Al-Aqsa e.V. | Union européenne                                                                              |
| Force 17 | Royaume-Uni, Israël                                                                           |
| Conseil Moudjahidin Shoura des environs de Jérusalem (Majlis Shura Al-Mujahideen)                                                                                | États-Unis, Canada, Émirats arabes unis                                                       |

L'OLP utilise l'euphémisme de « lutte armée » pour décrire ses actions et les détournements d'avions du FPLP dans les années 1968-1970, qui sont présentées comme une tactique pour faire connaître leur cause nationaliste dans le monde. L'organisation Hamas quant à elle, se revendique comme mouvement de résistance et de Jihad.
En juillet 2002, l'ONG Amnesty International qualifie le terrorisme palestinien de crimes contre l'humanité. L'ONG Human Rights Watch attend la fin 2002, pour désigner la responsabilité politique de Yasser Arafat qui entretient un « climat d'impunité » autour des responsables d'attentats, selon HRW. L'ONG décrit aussi les terroristes palestiniens comme des « criminels de guerre et contre l'humanité ».
Des conventions sont reconnues par différents États pour décrire le terrorisme.

## Dans la société

### Effets sur la société israélienne

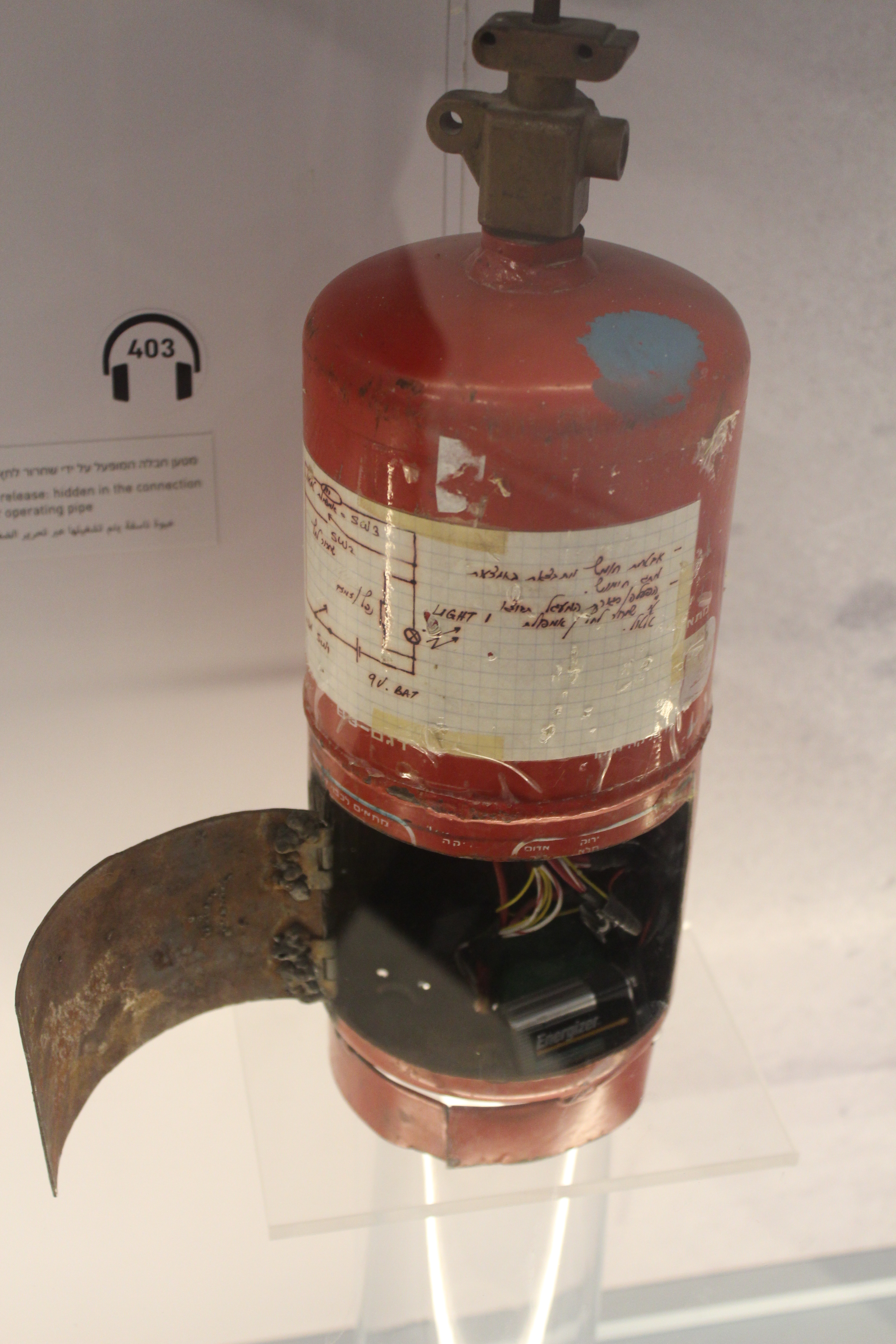
Bombe placée dans un extincteur.

Le terrorisme palestinien a différents effets sur la société israélienne et a eu des répercussions sur le processus de paix. Certains postulent un lien entre les effets du terrorisme sur la société israélienne et l'augmentation de la violence et de la criminalité en Israël. Le terrorisme palestinien semble avoir un effet négatif sur les relations entre Juifs et Arabes israéliens.
Lors de la Seconde intifada, la société israélienne subit des pertes 10 fois supérieures à celles du 11 septembre 2001, à populations égales.
Les attaques terroristes peuvent être utilisées pour affecter l'opinion publique en Israël,. En particulier lors de la Seconde intifada, l'électorat israélien est affecté, ce qui mène à l'élection d'Ariel Sharon. Elles peuvent être utilisées par des groupes opposés au processus de paix, et pour endommager l'économie israélienne,. Selon les professeurs Claude Berrebi et Esteban Klor (2006), les interactions entre le terrorisme et les résultats électoraux peuvent être analysées par une dynamique de la théorie des jeux. Le modèle prédit un soutien pour les partis de droite après une période d'augmentation du terrorisme et une augmentation momentanée du terrorisme pendant le terme d'un gouvernement de gauche.
Selon des études, la réaction d'Israël est notamment constituée par un schéma de représailles, et le développement de mesures anti-terroristes,. En 1994, le gouvernement d'Yitzhak Rabin fait construire une barrière le long de la bande de Gaza en 1994, qui sera partiellement détruite lors de la Seconde intifada puis reconstruite et renforcée et en 2001, est adoptée la construction d'une barrière pour la Cisjordanie comme option pour mettre fin aux infiltrations.
Selon l'Anti-Defamation League américaine, « l'utilisation préméditée de la violence délibérément dirigée contre des civils au hasard, dans le but de tuer le plus grand nombre possible et de semer la peur et le désespoir psychologiques - ne peut jamais être justifié ni légitimé ». Les attentats provoquent de la douleur aux familles des victimes et de la peur dans la société, ainsi que de la colère envers les terroristes et les Palestiniens qui tolèrent, célèbrent ou incitent au terrorisme.
Lors de la Seconde intifada, les centres-villes d'Israël sont particulièrement touchés par les attentats, le tourisme est durement touché ainsi que d'autres secteurs économiques. Des milliers d'agents de sécurité civils sont alors postés à l'entrée des centres commerciaux, de grands magasins, de cafés et d'autres lieux publics pour identifer les éventuels terroristes.
Selon les professeurs Zvi Ekstein et Daniel Tsiddon (2004), sans les effets du terrorisme, de 2000 à 2003, le PIB par tête en Israël aurait été 10 % supérieur. Concernant les compagnies (non liées à la défense), elles subisent une baisse de 5 % à la bourse selon une analyse de Esteban Klor.
Le terrorisme palestinien a eu un impact négatif sur le processus de paix et a convaincu beaucoup d'Israéliens que les Palestiniens ne sont pas un partenaire pour la paix.
Daniel Bar-Tal (2004) soutient que les sociétés adoptent des comportements spécifiques face au terrorisme. Ainsi dans le cas israélien, les individus perçoivent les informations fournies par les autorités de l'« endogroupe » sur la menace « exogroupe » comme valides,. Le terrorisme cause une augmentation du sentiment d'être menacé, de peur et de méfiance. Cette perception entraîne par la suite, une délégitimation du groupe rival et une augmentation du soutien de moyens violents pour faire face au rival. Durant la période de terrorisme, le soutien à un dirigeant qui promet une réponse par la force augmente, ainsi que la mobilisation civile, le patriotisme et la cohésion sociale.
La position de victime, augmente la pression interne et l'hostilité aux dissidents de la société.
Selon une étude postérieure à la Seconde intifada, sur 300 jeunes adultes exposés à des vidéos d'actes de terrorisme commis par les groupes palestiniens, l'exposition au visionnage produit de haut taux d'anxiété et de colère accompagnés d'une perception négative et de stéréotypes contre la population ennemie. Les participants manifestent un plus bas niveau de confiance, d'empathie et volonté de négocier avec l'ennemi après l'exposition, tandis qu'une intervention préparatoire renforce la volonté de résolution de conflits, malgré la persistance de la colère et des stéréotypes négatifs. L'étude renforce l'utilité de processus préparatoires pour les populations à risque.
Les Juifs israéliens se perçoivent comme la principale cible du terrorisme palestinien, que ce soit en Israël ou dans d'autres parties du monde (Daniel Bar-Tal, 2004; Bar-Tal & Sharvit, 2008). Tandis que les Arabes israéliens se considérent (et sont aussi considérés par les Juifs israéliens) comme « victimes involontaires » dans le cas d'un attentat terroriste, selon l'étude de Shifra Sagy, S. Steinberg et K Diab, (2006). De plus, le terrorisme palestinien amplifie une tension entre leurs deux identités antagonistes: « leur fidélité à leur pays - l'État d'Israël - et leur identité ethnique en tant que Palestiniens », selon l'étude de Shamir et Shikaki (2002). Certains peuvent ainsi considérer le terrorisme comme « un moyen légitime de s'opposer à l'occupation israélienne », selon les études de Levin, Henry, Pratto et Sidanious (2003) ; Robert A. Pape (2003) et Sidanius et al. (2004). Selon Erlich (2006), certains voient dans la violence militaire israélienne comme un acte semblable ou pire que le terrorisme. Les Arabes israéliens ont ainsi plus tendances à attribuer les motivations du terrorisme, à des causes externes et locales.
La peur du terrorisme au sein de la population israélienne augmente durant la période d'attentats-suicides des années 2001-2003. En conséquence, selon un sondage de 2002, une partie du public israélien soutient des « mesures sévères » de contre-terrorisme, avec 24 % des répondants pour qui « la possibilité de pertes civiles ne doit pas empêcher le déroulement d'opérations ». Toutefois, 29 % des répondants s'opposent toujours à des pertes collatéralles palestiniennes comme étant un « facteur suprême » à prendre en compte et pour 44,5 % d'entre eux, ce facteur doit « influencer l'organisation d'opérations ».
Dov Waxman (2011) note que la littérature sur le terrorisme cite fréquemment le contexte israélien. Boaz Ganor note également que face à une augmentation du terrorisme en Europe, les États européens se sont tournés vers l'« expérience » d'Israël avec le terrorisme palestinien.

### Dans la société palestinienne

#### Violence interpalestinienne
La violence entre groupes terroristes est une caractéristique du terrorisme palestinien. Cependant, les relations entre ces groupes ne sont pas uniquement caractérisées par de la confrontation, par exemple le Fatah et le Hamas ont parfois collaboré (Cordesman, 2006 ; Croitoru, 2007 ; Schanzer, 2008).

#### Sondages
Selon les chiffres des sondages du Jerusalem Media & Communication Center (JMCC), le soutien des Palestiniens aux attentats-suicides est de 23,6 % en mai 1997 et en juillet-août 1997 à 28,2 %. Ce soutien augmente jusqu'à avril 2001, avec 73,7 % des sondés. Par la suite, il diminue à 61,8 % en octobre 2003.
Le politologue palestinien Mkhaimar S. Abusada, citant un sondage de 1995 du Center for Palestine Research and Studies (PCPSR), estime le soutien des « attaques armées contre des cibles civiles » en Israël à 20 %. Ce soutien est élevé parmi les partisans du Hamas et du Jihad islamique et, dans une moindre mesure, parmi les partisans du FPLP et du DFLP. Il est plus faible parmi les adhérents des partis politiques Fatah/Fida/PPP (12 %) qui soutiennent toutefois les « attaques armées » contre les civils israéliens de la bande de Gaza et en Cisjordanie à 73 %. Le professeur Khalil Shikaki (1996) explique ce soutien des adhérents des partis modérés, non pas par « l'opposition au processus de paix mais [par] l'insistance palestinienne sur le fait que le processus implique la fin de l'occupation et des colonies ».
En novembre 1998, 75 % des Palestiniens déclarent ne pas soutenir les attentats suicides et, en 1999, alors que 70 % des Palestiniens soutiennent le processus de paix, le soutien tombe à 20 % et celui au Hamas tombe à 12 %.
Après l'échec des négociations de Camp David, l'attitude palestinienne face au terrorisme change significativement. Le soutien aux attentats-suicides qui était à 25 % durant les années 1990, passe à 75 % au début de la Seconde intifada. Ce soutien ne descend qu'à 60 % après la trêve du 29 juin 2003.
En 2001, selon une étude du Palestinian Center for Policy and Survey Research (PCPSR), 80 % des répondants soutiennent ou soutiennent fortement l'affirmation selon laquelle « les attaques armées contre des Israéliens sont justifiées ». Les illettrés soutiennent moins ces violences avec 72,2 % de soutien, tandis que les diplômés scolaires ont le plus grand soutien avec 86,1 %.
En 2001, 60 % des répondants palestiniens sont d'accord avec l'affirmation selon laquelle « les attaques armées contre des civils israéliens en Israël jusqu'à maintenant ont réalisé les droits politiques et nationaux palestiniens d'une façon que les négociations n'auraient pas pu faire ». Cependant, de 2001 à 2005, ce soutien diminue. En 2006, 49 % des répondants sont d'accord avec l'affirmation.
Selon le politologue américain Robert A. Pape, l'augmentation du soutien aux attentats suicides parmi les Palestiniens semble être lié à une intensification de la révolte de la Seconde intifada. Comme justification principale à ce soutien, ces Palestiniens citent les incursions militaires israéliennes.
Selon le sondage PCPSR de juillet 2001, 58 % des Palestiniens approuvent les actes de violence contre les civils israéliens en Israël. Un autre de mai 2002, obtient les chiffres de 52 %, mais la violence contre les civils juifs des territoires occupés reste très élevée à 92 %.
Après l'attentat du restaurant Maxim à Haïfa d'octobre 2003, déclenché à l'aide d'une ceinture explosive portée par une jeune femme palestinienne et qui a fait 21 morts et 51 blessés, un sondage conclut à 75 % le soutien palestinien à l'attentat.
Selon un sondage réalisé auprès de 342 résidents de camps de réfugiés palestiniens au Sud-Liban, 66 % soutiennent les attentats-suicides. L'islam politique y jouerait un « rôle crucial » selon l'étude.
Si un accord sur la cessation mutuelle de la violence était conclu avec Israël, 53 % des Palestiniens soutiendraient une « répression contre ceux qui continueraient la violence », selon le sondage du PCPSR de décembre 2003.
Le tir de roquettes sur les villes israéliennes depuis Beit Hanoun est approuvé à 75 % par les Palestiniens, tandis que 59 % des habitants de Beit Hanoun le rejettent.
Une étude du psychiatre et neurologue Jeff Victoroff auprès de jeunes de 14 ans du camp de réfugiés d'Al-Shati de Gaza conclut que 77 % d'entre eux approuvent le terrorisme, et conclut à une corrélation entre la sympathie pour le terrorisme et la dépression, l'anxiété, le sentiment d'oppression et le stress émotionnel.
Selon les sondages du PCPSR, le soutien aux attaques contre les civils israéliens d'Israël passe de 40 % en 2005, à 55 % en 2006 et 67 % en 2008. Un attentat de février 2008, tuant une femme, est approuvé par 77 % des Palestiniens, tandis que le massacre de Merkaz Harav en 2008 contre les étudiants d'une école est approuvé à 84 % (91 % dans la bande de Gaza).
En 2011, pour Khalil Shikaki du PCPSR, le soutien des attaques contre les civils israéliens dans la population palestinienne est corrélé au sentiment d'insécurité ainsi que de la croyance de l'efficacité de ces violences.
En 2015, 67 % des Palestiniens approuvent les attaques au couteau contre des Israéliens.
Un sondage du Palestinian Center for Policy and Survey Research (PCPSR) de Ramallah, réalisé entre le 26 mai et le 1er juin 2024, révèle que le soutien global au Hamas dans les Territoires palestiniens s’élève à 40 %, alors que la lutte armée est considérée par un peu plus de la moitié des Palestiniens (54 %) comme l’option préférée pour mettre fin à la domination israélienne et établir un État palestinien. Les deux tiers de la population palestinienne dans son ensemble continuent de soutenir l’attaque du Hamas contre Israël du 7 octobre : 73 % en Cisjordanie et 57 % à Gaza. Cependant, des documents trouvés à Gaza par l'armée israélienne montrent que le Hamas a falsifié les résultats des sondages du PCPSR, effectués à Gaza, avant de les lui transmettre ; par exemple, « le taux d’approbation « corrigé » de l’attaque du 7 octobre est de 71 %, alors que le taux d’approbation « réel » est de 30,7 % »,,.

#### Point de vue palestinien
Les actes de terrorisme sont décrits comme des actes de « résistance » par les Palestiniens. Les organisations islamistes, le Hamas ou le Jihad islamique, inscrivent leurs attaques terroristes dans leur objectif de « libération de la Palestine » concernant également l’État d’Israël, décrit par le terme arabe ‘Ihtilal (l’occupation), qui désigne la présence sioniste/juive sur ce territoire. L'OLP quant à elle ne cache néanmoins pas que l'« étape ultime » de son projet est (ou était) la libération de « toute la Palestine ». Les terroristes palestiniens, qui considèrent l’État d’Israël tout entier comme occupant illégalement le Dar el Islam, se sentent tenus « de libérer par la violence, voire par des attentats sanglants » la terre décrite comme Dar el ‘Harb.
Des études ont noté qu'au cours de la Seconde intifada, une proportion croissante de Palestiniens laïques a approuvé les attentats-suicides comme moyen efficace de rendre l'occupation insupportable pour Israël (Nasra 2001 ; Telhami 2002).
La perception des Palestiniens du terrorisme semble dépendante de l'identité des victimes. Ainsi selon un sondage d'opinion de décembre 2001, 98,1 % des Palestiniens interrogés sont d'accord à décrire le massacre de Palestiniens à Hébron en 1994 comme du terrorisme, tandis que 82,3 % des mêmes répondants étaient en désaccord de décrire le massacre de jeunes juifs israéliens au Dolphinarium de Tel-Aviv en 2001 comme du terrorisme.
Au début du XXIe siècle, dans le monde arabe et dans la population palestinienne, les groupes terroristes sont considérés comme des « mouvements de résistance » qui vengent les morts palestiniens et tuent des Israéliens en réponse à l'occupation de terres perçues comme palestiniennes, soit l'entièreté d'Israël ou la Cisjordanie. Le Hamas est considéré par beaucoup de Palestiniens comme un parti politique légitimiste qui aide la population avec des projets de bienfaisance. En particulier grâce à son « activisme politique et social ». Les services sociaux du Hamas servent en retour à politiser et à radicaliser les masses populaires.
Selon l'étude de Gal Luft (2002), la majorité de la population palestinienne perçoit les attentats comme une réussite : à la fois de tuer des Israéliens, d'endommager l'économie, le tourisme et le moral de la société israélienne.
Les terroristes des attentats-suicides sont décrits par le terme arabe shahid ou chahid qui décrit un héros qui « meurt pour Allah » dans son combat/djihad. Au-delà du terme français « martyr », il décrit « un combattant qui prône et revendique l'arme violente de la guerre sainte contre l'ennemi ».
Pour Emeric Deutsch, le terme « kamikaze » n'est quant à lui pas approprié, les Palestiniens se décrivant comme « shahid » : « Les attentats-suicides du 11 septembre 2001 et ceux qui ensanglantent actuellement Israël ne sont pas l’œuvre de kamikazes. Ce ne sont pas des pilotes qui, sentant la défaite inéluctable de leur armée, se jettent avec leur avion sur des bâtiments de guerre ennemis, avec comme objectif d'affaiblir sa capacité militaire. Ce sont des hommes, et maintenant des femmes, de 17 à 35 ans, qui se transforment en bombes avec la volonté, en faisant le sacrifice de leur vie, de tuer le maximum de femmes et d'enfants ».

## Caractéristiques

### Profil des terroristes

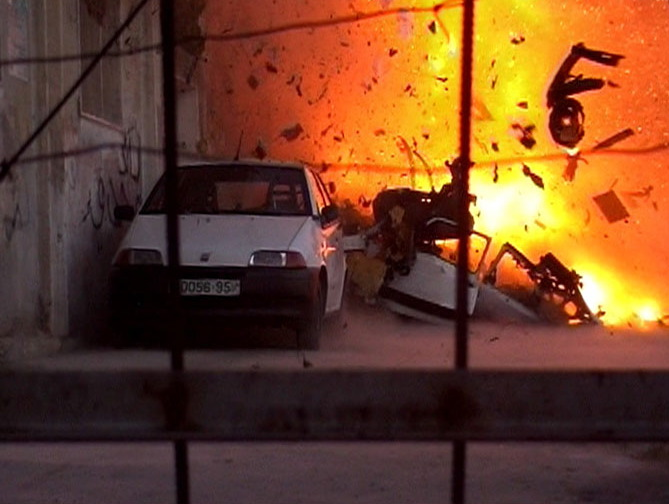
Détonation contrôlée d'une ceinture explosive et de quatre bombes tuyau par l'armée israélienne. Des dispositifs explosifs utilisés dans des attentats-suicides (en 2006)

Pour Marc Sageman, le terrorisme palestinien diffère du djihad salafiste en termes de profil des terroristes.
De 1988 à 2005, on dénombre 195 terroristes palestiniens dans 175 attentats-suicides en Israël. L'âge moyen des terroristes est de 22 ans avant et durant la seconde Intifada. Selon Kimhi et Even la plupart des terroristes suicidés sont jeunes (80 % entre 17 et 23 ans), célibataires (93 %) et avec un plus haut niveau d'éducation que la moyenne palestinienne. Yom et Saleh (2004) évaluent à 38 % le nombre d'étudiants universitaires ou gradués. Claude Berrebi (2003) évalue à 55 % les suicidés ayant rejoint un institut académique.
Les organisateurs des attentats sont généralement plus âgés, avec un âge moyen de 27,6 ans au moment de l’arrestation dans une étude de 2010. Ils ont également un plus haut niveau d'éducation que leurs recrues, selon Mali Soibelman (2004).
Moins de 10 % des terroristes palestiniens étaient mariés, comparativement à ceux du Hezbollah 55 %. Leur niveau d'éducation (27 % de diplômés) était supérieur à la moyenne palestinienne (Berrebi 2003, Krueger and Maleckova 2003). L'entièreté des « shahids » d'avant la seconde Intifada étaient de sexe masculin, du fait que les organisations étaient religieuses et contre l'utilisation des femmes. Le Fatah est le premier à recruter des femmes pendant la seconde Intifada. Selon l'étude de Claude Berrebi, 94 % des terroristes suicidés avaient un emploi contre 69 % dans la population générale. Ceux-ci, semblent être de meilleur niveau socio-économique que la population générale palestinienne.
Selon Avishai Margalit (2003), jusqu'à 2003, l'ensemble des terroristes suicidés étaient musulmans et selon l'étude de Nasra Hassan (2001), la plupart des terroristes suicidés portaient la barbe. La plupart des terroristes suicidés durant la seconde Intifada étudiaient dans des écoles religieuses, selon Boaz Ganor (2000) et Ami Pedahzur et al. (2003), et de plus ils étaient des musulmans pratiquants (Ganor 2000; Merari 1990; Schweitzer 2001).
Concernant la corrélation positive entre le terrorisme et l'éducation, il n'est pas clair que cela soit dû à un type d'éducation particulier ou à une radicalisation induite. Le haut taux d'éducation parmi les terroristes suicidés serait dû au fait que les groupes terroristes recrutent principalement sur les campus universitaires, selon Alan Krueger.
Les plus éduqués semblent plus enclins à soutenir les attaques contre des cibles civiles. Cependant C. Paxson (2002) explique cette situation par la constatation que les plus éduqués s'y sont également plus largement opposés (56,7 % contre 45,3 % pour les moins éduqués) et seraient ceux qui ont le plus d'opinions (6,9 % de sans opinion contre 22,4 % pour les moins éduqués). Pour Paxson, cette radicalisation serait liée au fait que ces populations « vivent la violence ». Les plus modérés sont quant à eux susceptibles de se radicaliser indépendamment de leur niveau économique et d'éducation.
Les « shahids » sont fréquemment des résidents des camps de réfugiés palestiniens. Selon une étude de 2002, l'islam politique joue un rôle important dans les camps de réfugiés palestiniens, et serait l'un des facteurs du haut taux de soutien aux attentats-suicides. D'autres facteurs peuvent être la pauvreté ou encore le sentiment d'humiliation.
Les potentiels terroristes du Hamas ont entre 12 et 17 ans et ont eu une instruction islamiste les encourageant à mourir pour Allah. Pedahzur et al. 2003, émettent l'hypothèse que le fait d'être jeune et célibataire diminue le sentiment d'engagement personnel et familial et contribue à la volonté de mener à bien un attentat-suicide. Selon les recherches de leurs biographies, les terroristes suicidés semblent avoir eu « de faibles liens familiaux ». Alors que certains liens familiaux et d'amitiés favorisent le recrutement, selon Post et al. (2005).
Trois justifications personnelles sont soulevées par les études de Lamis Andoni (1997) et Nasra Hassan (2001). Ils se croient « choisis par Allah » et également qu'ils vont comparaître devant Allah au Paradis, que leurs péchés seront pardonnés et qu'ils recevront la compagnie de 72 houris. Ils partagent un sentiment d'humiliation et de colère et d'un désir de vengeance.
Dans leur étude des attentats-suicides, Kimhi et Even discernent cinq prototypes de terroristes : le religieux, le troublé psychologiquement, le nationaliste, le manipulé et le circonstanciel. Dans le premier cas, le prototype est représenté par des individus qui ont eu dans leur enfance ou adolescence une éducation religieuse radicale, ainsi que par des militants de groupes islamistes. Dans le second cas, ce sont de jeunes recrues qui sont dans un état de dépression profonde, et dont la vie a été marquée pour des événements extrêmement douloureux ou traumatisants. Le troisième cas est représenté par des militants fanatiques nationalistes ayant eu une formation politique. Le quatrième cas correspond à des jeunes de moins de 18 ans, manipulés et soumis à une forte pression sociale (par exemple pour accusations d'homosexualité, déshonneur familial, collaboration avec Israël ou actes immoraux). Le dernier cas concerne des individus qui choisissent de se suicider en raison de circonstances fortuites (intérêt, désirs de transcendance ou frustrations), ainsi que pour renforcer leur image sociale.
Luca Ricolfi (2005) note que l'endroit d'origine des terroristes suicidés « tend à s'agglutiner géographiquement et socialement » ce qui suggère une influence de la pression de conformité et l'émulation. Paul Gill met en hypothèse la possibilité que les terroristes suicidés soient formés et socialisés dans un groupe commun, ce qui expliquerait peut-être les cas nombreux d'origines géographiques communes. Par exemple en mai 2003, trois étudiants arabes de l'université de Hébron ont mené des attentats en Israël pendant trois jours d'affilée.

### Motivations

Peinture murale à l'école de filles du camp de réfugiés de Dheisheh, valorisant Ayat al-Akhras, une kamikaze palestinienne morte à 17 ans, après avoir tué 2 Israéliens dont une adolescente, en se faisant exploser devant un supermarché de Jérusalem, en 2002.

L'endoctrinement, l'engagement de groupe et l'engagement personnel sont trois éléments essentiels. De plus, le soutien social au terrorisme étant passé de 20 % en mai 1996 à 70 % en mai 2002, suppose une corrélation avec la volonté des jeunes à être recrutés pour un acte perçu comme d'« ultime patriotisme et d'héroïsme »,. Les chants glorifiant les martyrs, les pancartes de propagande et la pression sociale créent une atmosphère favorable à l'attentat-suicide,. À cela, s'ajoute selon une autre étude, un lien entre terrorisme et le nombre d'hommes sans emploi chez les jeunes dans la société palestinienne. Selon l'analyse de David Rosen, l'implication des enfants dans le terrorisme et la cause palestinienne, reflètent une perception d'apocalypse et de catastrophe au sein de la population palestinienne, influencée par l'islamisme et le panarabisme. Le désir de vengeance, la haine et un traumatisme psychologique sont des motivations qui s'ajoutent à d'autres motivations, notamment les motivations d'inspiration religieuse. Selon Ami Pedahzur, il existe deux types de motivations pour ce terrorisme, celle qui est d'« engagement » et celle qui est de « crise » (individuelle et sociale). Le terrorisme ethnique aurait des avantages sur d'autres terrorismes, du fait qu'il se réfère à une cause déjà établie dans le groupe en question. Selon Daniel Byman, les motivations varient d'une volonté de changement de régime à un triomphe idéologique ou pour la formation d'un nouvel État.
Le terrorisme palestinien vise à créer des réactions de peur et de l'intimidation chez le public cible, mais il peut être également motivé comme des représailles ou une punition. Les organisations terroristes visent à acquérir progressivement une sorte de respectabilité politique, comme dans le cas du Hamas et du Jihad Islamique qui visent à s'intégrer dans le courant dominant de la politique palestinienne. En ce qui concerne les extrémistes religieux, ils croient qu'ils « agissent conformément à la volonté de Dieu, qu'il est leur devoir moral et religieux de mener le djihad contre les infidèles pour préserver et défendre l’islam lui-même et pour protéger les lieux saints de la profanation ».
Les motivations des terroristes suicidés semblent être complexes, et varient de cas à cas (religieuses, nationalistes, individuelles, sous une influence, etc.). Shaul Kimhi et Shemuel Even, discernent trois principales motivations : psychologiques, nationalistes/idéologiques ainsi que religieuses.

#### Nationalistes/idéologiques
Durant la période mandataire, la présence politique juive est perçue comme un affront à l'islam et à la civilisation islamique, et les Arabes tentent de l'éliminer.
Il existe un consensus concernant le fait que les attentats-suicides palestiniens ont un caractère politique, selon l'étude de Asaf Moghadam (2003) et de Michael Scott Doran avec Goffman (2001). Ilan Peleg voit dans la motivation politique la cause principale et décrit plusieurs facteurs à la tendance vers la violence et le terrorisme dans les années 1960 : de l'amertume et de la désillusion concernant la situation politique, une volonté d'imiter les autres mouvements insurgés et une volonté de créer une nouvelle génération, en contraste à celle de la défaite de 1948.
Selon Randall D. Law, à la fin des années 1960, Arafat se serait inspiré de la réussite de la lutte nationaliste du FLN et aurait choisi d'appliquer le terrorisme comme moyen de réaliser les objectifs nationalistes de son organisation : « l'objectif principal est la destruction d'Israël et la création d'un État palestinien sur l'ensemble du territoire d'avant 1948 ». Le 11 février 1980, le quotidien vénézuélien El Mundo mène une interview avec Yasser Arafat qui affirme ses intentions de violence politique : « La paix signifie pour nous la destruction d’Israël. Nous préparons une guerre totale, une guerre qui se poursuivra durant des générations… La destruction d'Israël est le but de notre combat.
La position principale des Palestiniens en avril et juin 2003, est le soutien à la continuation des attentats-suicides, tout en soutenant le processus de paix. Pour expliquer cette position contradictoire, Ely Karmon (2000) met en hypothèse l'importance d'une stratégie de l'OLP, énoncé à son premier « congrès national » en 1974. Yasser Arafat avait déclaré : « la libération de chaque pouce de territoire palestinien qui peut être obtenu par des négociations politiques avec Israël et la poursuite de la lutte de ce territoire pour la libération de toute la Palestine occupée. ». Une autre explication met en hypothèse que cela pourrait être un calcul politique, selon lequel les négociations à elles seules ne seraient pas perçues comme suffisantes pour atteindre les objectifs nationalistes.
Depuis lors, les actes terroristes sont largement liés au « conflit israélo-palestinien/arabe ». Pour Thierry Deffarges, les rébellions et le terrorisme ne sont pas nécessairement exclusifs. Les violences palestino-israéliennes « se mêlent de guérillas urbaines ou révolte populaire (Intifada) et actes de terrorisme ».
Le terrorisme peut aussi être lié à des problématiques politiques comme la propriété territoriale.
Pour Gil Kleiman et Robert Pape la motivation principale des terroristes suicidés, est politique. Pour Pape (2005), 95 % des attentats-suicides dans le monde de 1980 à 2005 sont motivés par l'objectif politique contre une occupation militaire plutôt que motivés par l'islam radical. Certains académiciens comme Hisham H. Ahmed voient dans les réactions à l'occupation militaire israélienne, une motivation significative. Ce phénomène pourrait être dû à la situation relevée par Vered Levy-Brazilai (2002), dans laquelle l'attentat-suicide est considéré comme « l'objectif le plus élevé » contre l'occupation israélienne des territoires qu'ils estiment être nécessaire à leur cause nationale. Ruth W. Grant met en garde contre les « justifications apologétiques utilitaristes pour les meurtres à grande échelle ».
Deux autres hypothèses tentent d'expliquer les attentats-suicides : La première les voient comme un moyen de miner le processus de paix (Andrew H. Kydd et Barbara F. Walter 2002). Cependant la plupart des attentats-suicides sont menés après l'échec de Camp David et non pas avant. La seconde, souvent soutenu par la presse, y voit un « cycle vicieux de violence »(Rui De Figueiredo et Barry R. Weingast 1998). Cependant, les attentats-suicides et les représailles israéliennes sont extrêmement asymétriques selon l'analyse de J. Goldstein (2000) et de Luca Ricolfi. Ainsi, les Israéliens répondent aux attentats dans un schéma de représailles, tandis que les attaques palestiniennes ne sont pas la cause directe de la réponse israélienne (pour Paul K. Davis et Kim Cragin. Jaeger et Paserman (2008), ne voient pas non plus de validité dans la notion d'un cycle de violence.
À la suite de ces contradictions d'autres hypothèses sont mises en avant : utiliser les attentats-suicides comme un moyen d'augmenter le moral des membres du groupe terroriste et de la population palestinienne. Une hypothèse soutenue par Yoram Scheitzer (2000), S. Chandran (2001), Mia Bloom (2004) et Martin Kramer (2003). Selon l'analyse de Yoram Sweitzer (2000), de nombreux dirigeants palestiniens voient la guerre contre Israël comme une affaire de « longue durée », et ainsi voient les attentats-suicides comme un moyen de garder la cause palestinienne en vie.

##### Dynamique de compétition
Cette théorie, tenue initialement par Martin Kramer (1991) et puis Mia Bloom (2004) et Umberto Giovannangeli (2003) met en évidence les attentats-suicides comme un moyen de compétition entre différentes organisations terroristes et en vue d'augmenter le prestige de l'organisation terroriste en question. Bloom suggère un processus de surenchères tandis qu'une autre thèse voit une certaine collaboration entre les différents groupes, malgré la compétition,.
Dipak K. Gupta et Kusum Mundra, insistent sur la rivalité entre les groupes terroristes palestiniens et à travers ce terrorisme les groupes visent à accroître leurs légitimités politiques et solidifier leurs bases de soutien. Rashmi Rajpal Singh (2013), dans son analyse du groupe Hamas, ajoute que l'organisation utilisé le terrorisme comme un moyen de garantir sa survie.
Le terrorisme palestinien est également idéologique, avec une motivation nationaliste commune aux différents groupes mais des dissensions concernant la forme de l'État palestinien qu'ils souhaitent créer. Par exemple le FPLP milite pour un État marxiste tandis que le Hamas pour un État islamique, deux objectifs opposés.

##### Processus de mobilisation
Au centre des narratifs de mobilisation des terroristes se trouve le thème de l'humiliation. Ainsi des images du conflit israélo-palestinien se retrouvent dans les vidéos de propagande mobilisant des terroristes en Irak, par exemple le Koweïtien Abdel Rahman Bin Shuja al-Utaybi se dit motivé par la souffrance palestinienne. Le Saoudien Abu Ans al-Tahami al-Qahtani cite lui aussi la situation en Palestine parmi ses motivations. Les jihadistes en Irak utilisent également le thème de la libération de Jérusalem pour appeler à l'unité et la solidarité des musulmans. Selon Muhammad Siddiq, la fiction de Ghassan Kanafani, représentant du FPLP, exprime une justification au terrorisme allant d'une de l'humiliation à la violence, et puis de la violence à une revitalisation. Selon Siddiq, le mouvement depuis le désespoir, l'aliénation et l'impotence à la violence, est une tendance générale dans la population palestinienne du milieu des années 1960. Kanafi se concentre sur ce qu'il décrit comme l'« humiliation de l'exil » et la « revitalisation de la violence ». Une des motivations que les terroristes avancent dans leurs écrits et leurs déclarations, est l'outrage morale, à propos de la souffrance de musulmans. L'un des symboles de cette souffrance, fut la vidéo décrivant la mort du garçon Mohamed al-Durah lors d'un échange de feu entre des tireurs d'élite palestiniens et des soldats israéliens le 30 septembre 2000. La vidéo devient l'une des plus vue sur internet et est l'inspiration pour de nombreux attentats-suicides palestiniens et djihadistes.
En examinant les manuels scolaires et autres supports officiels palestiniens, Daphne Burdman, y trouve une incitation aux enfants palestiniens, « à commettre des actes violents contre les Israéliens, dans lesquels il est probable qu'ils seront blessés ou morts. Ils sont encouragés à désirer plutôt que de craindre les circonstances, parce qu’ils trouveront une place au paradis avec Allah ». Berrebi suggère que les efforts pour réduire le terrorisme devraient se focaliser sur le curriculum scolaire des enfants palestiniens, comme cela a été envisagé en Arabie saoudite après le 11 septembre 2001.

##### Attention médiatique

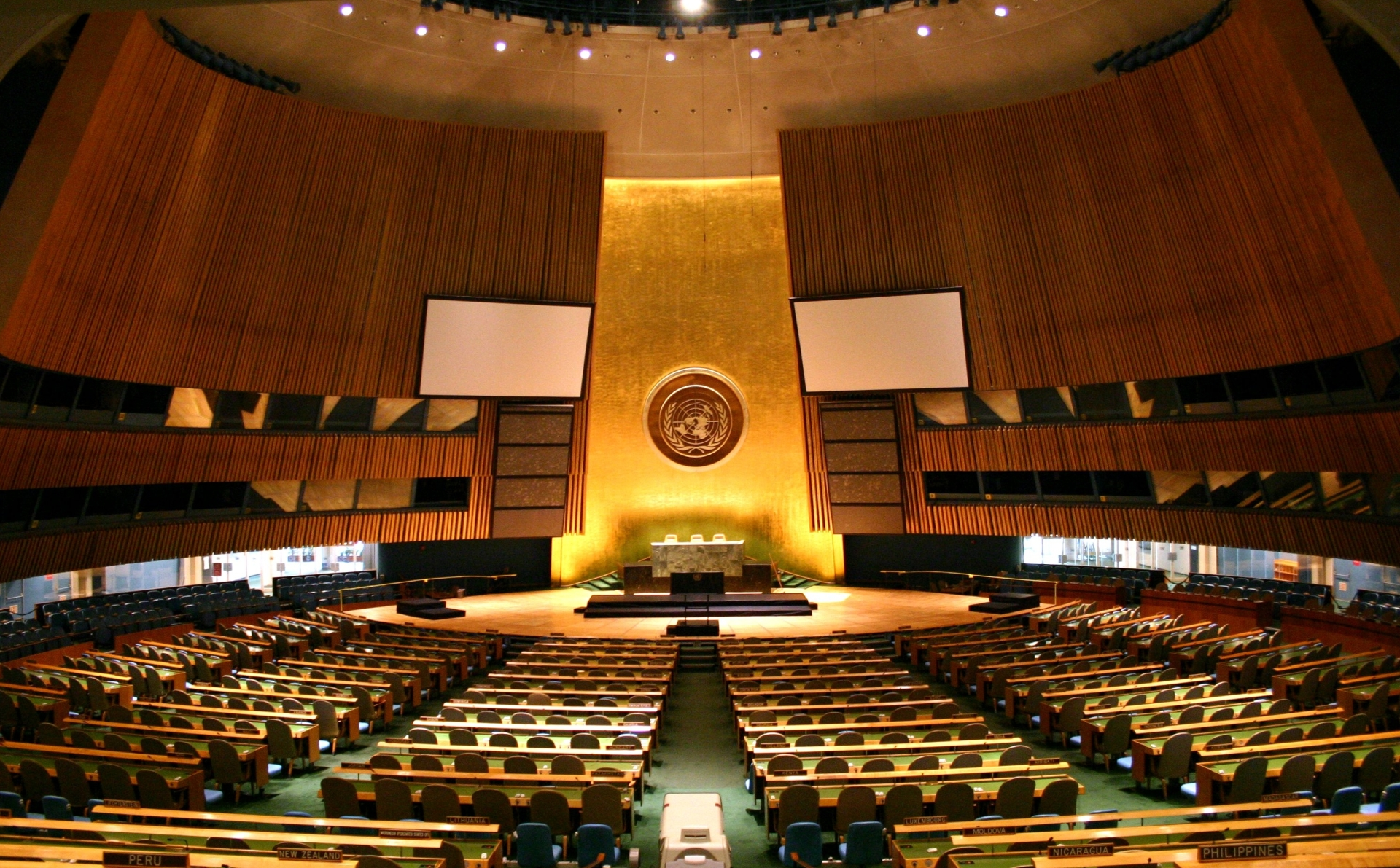
Salle de l'Assemblée générale des Nations unies à New York.

L'une des motivations du terrorisme palestinien international, concerne la volonté d'attirer l'attention de l'audience internationale à la légitimation des problèmes socio-politiques des Palestiniens, Selon Dipak Gupta, les groupes terroristes palestiniens cherchent à attirer l'attention internationale. Peu de mois après l'explosion de l'avion américain TWA Flight 840 en 1969, l'Assemblée des Nations unies reconnaît le droit inaliénable du peuple palestinien. À nouveau après le massacre des athlètes israéliens à Munich en 1972, Yasser Arafat est invité à s'adresser à l'Assemblée générale des Nations unies. Selon Yoram Schweitzer (2000), pour les dirigeants des groupes terroristes, le grand nombre de victimes, permet de donner de la couverture médiatique à la cause palestinienne. L'organisation Septembre noir, se réjouit de son massacre aux Jeux olympiques de Munich affirmant sa volonté de propagande : « Le choix des Jeux Olympiques, du point de vue purement propagandiste, a été un succès à 100 %. C'était comme peindre le nom de la Palestine sur une montagne visible des quatre coins de la terre ».
Par la suite, l'utilisation des attentats-suicides sert également à l'objectif de visibilité de la cause palestinienne.
L'idéalisation du « martyr » au nom d'une cause, est une caractéristique du terrorisme palestinien. Cet aspect est complété par l'effet de « séduction des médias ». Pour J. Post, cette relation avec les médias, initie une motivation personnelle liée aux effets de la publicité mais aussi à l'excitation des tendances grandioses et narcissiques des individus.
L'une des stratégies des terroristes consiste à provoquer des réactions du gouvernement israélien ensuite exploitées pour de la propagande palestinienne. Les auteurs des massacres se présentent comme des victimes et gagnent parfois de la sympathie de l'opinion internationale. En 2008, Alan Dershowitz avance que le terrorisme palestinien aurait eu pour résultat d'apporter la sympathie à la cause palestinienne, et aurait créé l'illusion d'un « cycle de violence » moralement équivalent.
L'intérêt des médias occidentaux pour les actes terroristes de sacrifices et dramatiques, à probablement favorisé le choix de l'utilisation de cette méthode par les groupes palestiniens. En particulier la popularisation de la télévision dans les années 1960 puis l'apparition des chaînes d'information en continu, y aurait joué un rôle.
Luca Ricolfi note qu'il n'y a pas de cause évidente à la première utilisation des attentats-suicides mais souligne la coïncidence entre le début des attentats-suicides et la fin des détournements d'avions. Selon cette hypothèse, les deux modes de terrorisme suivent le même objectif de visibilité de la cause palestinienne sur l'agenda international.

##### Efficacité militaire
Selon Mahmoud El-Maraghi, la « balance du terrorisme » est utilisée comme substitut à la « balance du pouvoir ». Ehud Sprinzak (2000) cite la justification de Abdallah Sallah, secrétaire générale du Jihad Islamique, qui insiste sur le manque d'efficacité militaire de son groupe face à l'armée israélienne (qui est en supériorité militaire) et qui présente l'attentat-suicide comme l'arme qui « ne peut être défaite ».
Pour Christian Chocquet, le terrorisme palestinien à un caractère instrumental alors qu'il est perçu comme « seule alternative violente après les échecs sans appel de la guérilla et de la guerre conventionnelle ». Il décrit une approche « guerrière » du terrorisme qui n'a pas d'équivalent dans le monde, du fait de la particulière vulnérabilité territoriale d'Israël et de la menace qui pèse contre son existence.
Selon l'analyse de Eli Berman et David D. Laitin, les conditions pour mener des insurrections n'étaient pas bonnes, ainsi les groupes palestiniens ont opté pour des attentats-suicides comme tactique.
Pour Andrew Kydd et Barbara Walter, le terrorisme « était programmé pour coïncider avec des événements majeurs dans le processus de paix ». À l'inverse, les groupes terroristes palestiniens ont parfois temporairement renoncé au terrorisme comme en 1975, l'OLP criminalise le détournement d'avions, « lorsqu'elle a estimé que le terrorisme international discréditait la cause nationale palestinienne ». Dans une interview accordée au magazine Life en 1970, George Habashe du FPLP donne une explication à son terrorisme : « Ce serait ridicule de notre part de penser à mener une guerre régulière […] Israël est trop fort. Le seul moyen de les détruire est de leur infliger un petit coup ici, un petit coup là ».
Pour Boaz Ganor (2005), les organisations terroristes suivent des considérations rationnelles de coup/bénéfice.

#### Psychologiques
Des études sur le terrorisme mettent en évidence deux justifications principales aux actes terroristes : que l'acte terroriste serait au service de valeurs morales sacrées, ou bien que les victimes seraient des sous-hommes ou l'incarnation du mal. Différentes études ont été menées pour établir un profil psychopathologique des terroristes, mais n'ont pas été concluantes. Notamment les types sociopathes ou schizophrène paranoïaque. En 2005, l'étude de Jeff Victoroff sur des membres d'organisations terroristes, dont palestiniennes, ne trouve pas chez ces derniers des caractéristiques psychopathogiques communes entre eux et confirme les résultats d'autres études. Certains chercheurs ne voient pas dans les troubles mentaux un facteur déterminant, tandis que d'autres y voient un co-facteur, qui explique en partie les motivations (comme Joseph Rosenberger (2003) et Emad Salb (2003). En particulier, les travaux de Michael Myslobodsky (2003) postulent un lien avec la dépression et ceux de Joan Lachkar (2004), avec le trouble de la personnalité borderline.
Adrian Mirvish (2001) étudie un lien avec la personnalité autoritaire. Et est rejoint par l'hypothèse de Lester, Yang et Lindsay (2004), selon laquelle la personnalité autoritaire semble être une caractéristique des terroristes palestiniens. Lester relate des composants de la personnalité autoritaire à la société palestinienne, comme le conventionnalisme, la soumission autoritaire, l'agression autoritaire et la préoccupation excessive du pouvoir. Une autre hypothèse de Lester et ses collègues concerne l'éducation islamique des enfants qui pourrait favoriser cette personnalité.
Concernant les motivations psychologiques, l'une concerne le traumatisme psychologique (en particulier lié à des souvenirs traumatiques de la Première intifada) et une volonté de vengeance, comme le montre des études de Dickey (2002), Miller (1996) et Eyad El-Sarraj (2002).
Un autre facteur concerne le « processus sectaire ». L'attentat-suicide est commis en groupe, et aurait des ressemblance au processus durant lequel les fidèles suivent un dirigeant, pour Galanter (1999), Kyle Olson (1999) et Lita Schwartz (2001).
Selon Uriel Rosenthal et Erwin R. Muller, les dirigeants terroristes exploitent la vulnérabilité psychologique et la volonté de sacrifice, pour créer une base de volontaires pour le suicide. Ils offrent également une incitation financière aux familles des volontaires au suicide. Les personnes recrutées sont sélectionnées pour leur stabilité mentale, en particulier pour les attentats les plus complexes.
Selon l'étude de A. Merari (2010) sur douze volontaires à l'attentat-suicide du Hamas, du Jihad islamique et du Fatah, les volontaires partagent comme trait de personnalité commun une « vulnérabilité à l'influence externe ». Les volontaires ont un style de personnalité dépendante et évitante prédominante, tandis que les recruteurs ont plus un style de personnalité impulsif et instable émotionnellement.
Vamik Volkan (2002), décrit des personnes qui ont vécu de l'humiliation et de la victimisation dans leur vie, qui se résulte par une perte identitaire au détriment d'une identité de groupe. Ces individus seraient ainsi exploités par les recruteurs.

##### Conditions sociales

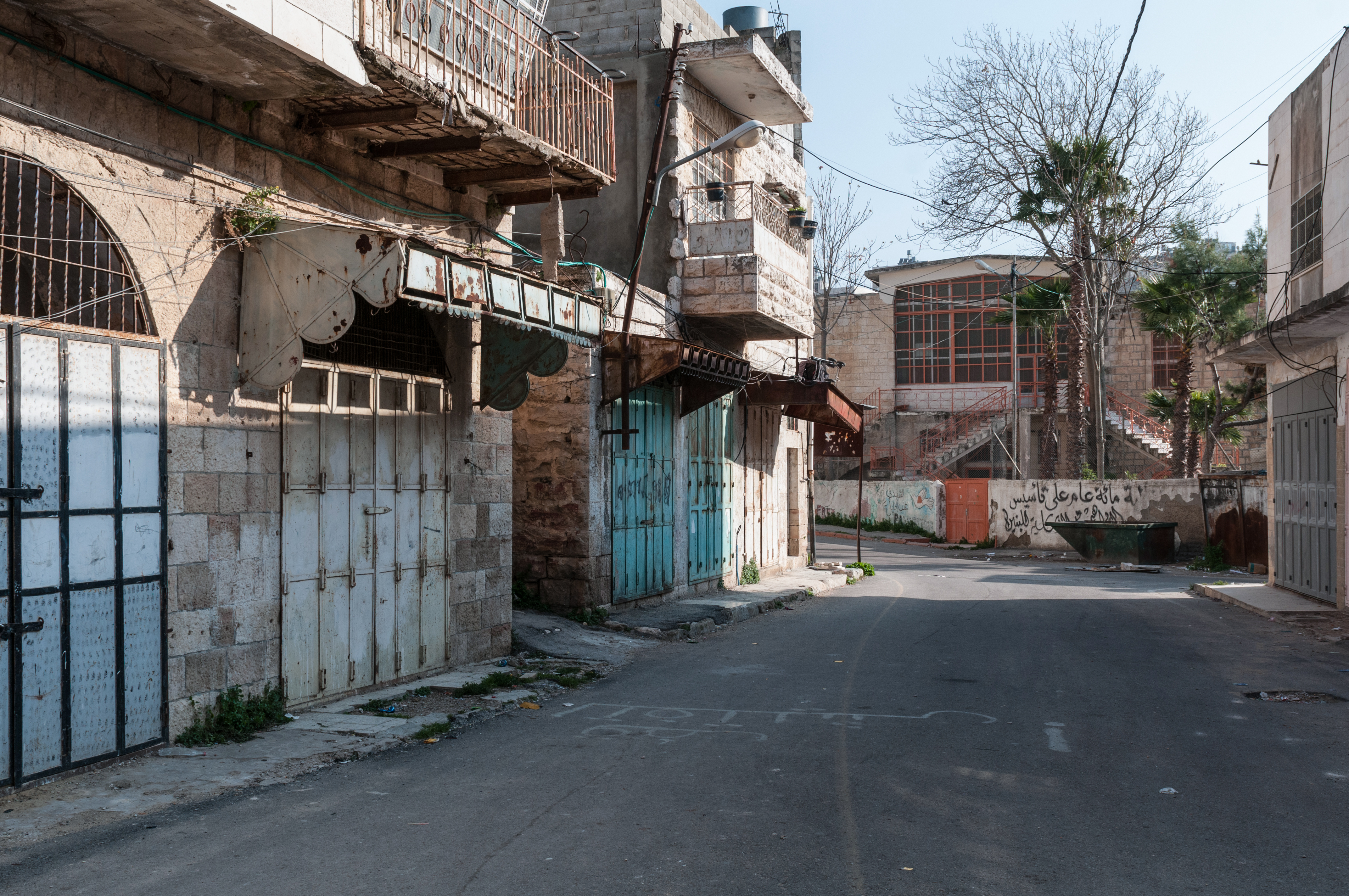
Rue de Hebron (2016)

Diverses études, comme celles de Anne Marie Oliver et Paul Steinberg, mettent en évidence l'importance des conditions sociales, en particulier la « culture du martyr ». Pour Michael Burleigh, le terrorisme de ces organisations palestiniennes, est aussi une carrière, une culture et une façon de vivre pour ses membres. Pour S. Labat (2002): « le sentiment de ne plus pouvoir se réaliser dans la réalité des champs politiques et sociaux se traduit par le fait que des acteurs cherchent à y parvenir dans un au-delà idéalisé. Dans ces deux cas, la violence terroriste apparaît comme un moyen d'affirmer une identité culturelle. Le passage à un degré supérieur de violence et le martyrisme s'apparentent à des actions en dernier ressort où la religion est, en quelque sorte, poussée dans ses derniers retranchements ».
Anne Speckhard identifie un « culte du martyr » :
« Dans les territoires palestiniens, il existe actuellement un "culte du martyre". Dès leur plus jeune âge, les enfants sont socialisés dans une conscience de groupe qui honore les « martyrs », y compris les bombardiers humains qui ont donné leur vie pour lutter contre ce qui est perçu par les Palestiniens comme une occupation injuste de leurs terres. On raconte aux jeunes enfants des histoires de « martyrs ». De nombreux jeunes portent des colliers vénérant notamment des « martyrs », des affiches décorent les murs des villes et du rock et des clips vidéo vantent les vertus des bombardiers. Chaque acte de terrorisme suicide est également marqué par un dernier testament et une vidéo, qui sont préparés par le « martyr » qui peut plus tard atteindre une grande popularité lorsque la vidéo est diffusée à la télévision. Malgré le chagrin très profond et réel de la famille et des amis restés derrière, les funérailles des « martyrs » sont généralement accompagnées en grande fanfare par la communauté et l'organisation de parrainage ».
Des centaines de Palestiniens participent à la célébration du martyr et félicitent la famille du terroriste suicidé.
Ainsi, après l'attentat au Dolphinarium de Tel Aviv, la famille du terroriste suicidé célèbre l'attentat au côté d'autres Palestiniens de Ramallah. Le père de ce dernier déclare souhaiter d'avoir vingt autres fils pour commettre vingt attentats (Khalaf 2001). Sa photographie orne l'entrée de l'école primaire de sa ville natale (Kelley 2001), un tournoi de football pour les jeunes est organisé en son honneur, et le calendrier du Hamas annonce le « Shahid du mois » (Hassan 2001). Les funérailles du « shahid » sont assimilées comme un « mariage » (Human Rights Watch 2002).
Selon Arie W. Kruglanski et Shira Fishman, le Hamas aurait établi une « ligne d'assemblage » de terroristes, ce qui rendrait l'organisation capable d'orienter son terrorisme en fonction de considérations tactiques. L'instruction de candidats au suicide repose quant à elle sur le simple visionnage de testaments vidéo des « shahid » précédents, les groupes terroristes ayant le choix entre de nombreux volontaires. De plus, des slogans et de la propagande sont des moyens utilisés par les groupes terroristes palestiniens pour inciter au terrorisme
L'engagement dans un groupe terroriste est progressivement normalisé comme étant comparable à un service militaire, dans certaines communautés. L'acte est alors encouragé et soutenu. Ce phénomène s'est exacerbé durant l'Intifada, avec une normalisation de l'engagement dans ces organisations.
Depuis la fin des années 1990, du fait du soutien de la population civile aux attentats-suicides, les organisations terroristes n'ont plus besoin de recruter des volontaires mais sélectionnent ceux désirés. Ceux-ci, ne suivent plus de « processus d'entraînement » d'après Ami Pedahzur. Dans les années 1990, des chants rituels résonnent dans la société palestinienne encouragent au suicide politique, comme « avec notre âme, avec notre sang, nous nous sacrifions pour toi, ô martyr ».
Les terroristes palestiniens attirent le soutien de leur base politique, et rendent le suicide comme un acte positif, avec la vénération des terroristes suicidés. Les familles des terroristes suicidés bénéficient d'un statut hautement respecté. Les parents des terroristes suicidés publient fréquemment dans les journaux des textes glorifiants l'acte de leur fils (ou fille). La nouvelle des attentats est généralement célébrée dans les médias palestiniens, ainsi que fréquemment dans la rue avec la distribution de sucreries. Diego Gambetta met en évidence que le terroriste suicidé est initialement un civil volontaire, et que sa motivation repose également dans le désir de popularité et de reconnaissance.
Edward Saïd (2000) met en évidence l'importance d'idéologies politiques et des mythes religieux parmi les Palestiniens. Être martyr est pour certains perçu comme la méthode la plus rapide pour atteindre un statut « de prestige et de gloire éternelle ».
Anat Berko et Edna Erez (2005) décrivent le terrorisme palestinien comme le résultat d'un processus social impliquant une socialisation. Ils listent trois éléments nécessaire pour l'attentat-suicide : un individu avec une grande motivation, l'accès à un groupe qui pratique l'attentat-suicide et une société qui considère l'attentat-suicide comme un noble moyen de résistance.
L'état d'esprit jihadiste est aussi attribué à une socialisation à la culture du martyre à un jeune âge. Par exemple, le pirate de l'air Mohammed Rezaq décrit une socialisation durant son enfance pour devenir « un combattant révolutionnaire pour la nation palestinienne ».
Les dirigeants locaux du Hamas affirment être sensibles au soutien du public palestinien. Selon une étude, le commandement du Jihad islamique situé en Syrie serait moins sensible à ce soutien que ce dernier.

##### Intimidation
Un code est adopté par les organisations terroristes palestiniennes pour dissuader de la défection ou les informateurs, caractérisé par de la torture, du lynchage, des homicides et de la mutilation permanente. Celui-ci menace et intimide également la famille et les amis des membres de l'organisation.

##### Thèse du désespoir face à des circonstances difficiles
Selon la thèse de la sociologue Pénélope Larzillière, les attentats sont liés à un double sentiment d'échec (face à Israël et à ses dirigeants) ainsi que de désespoir face à la situation politique : « l'absence d'horizon politique banalise la mort ». Les terroristes suicidés sont sujets à un processus de fusion dans lequel l'individu transcende sa propre identité à celle de la figure du shahid victorieux, inscrit dans la perspective historique et glorieuse du djihad. Les terroristes viseraient également à réinstaurer un « âge d'or » de la lutte nationale, qu'aurait été la première Intifada. Michael Walzer critique l'argument du désespoir qui n'est pas l'invention d'Al-Qaïda ou des groupes palestiniens, mais qui serait plutôt une excuse aux attentats qui se déduit d'une individualisation de la terreur. Pour d'autres, comme repris dans un éditorial du journal Le Monde : « Le porteur de la ceinture d'explosifs est peut-être « désespéré », pas le réseau qui l'utilise ».
Selon l'hypothèse de McCauley, avec de l'« espoir national et une souveraineté palestinienne », les Palestiniens se tourneront moins vers le terrorisme. D'autres mettent en cause l'occupation territoriale israélienne, comme un facteur favorisant au terrorisme, comme Wendy Pearlman (2002).
Selon la perspective palestinienne de Naïm Ateek (2002), le chômage crée de la frustration et du désespoir et peut conduire à des actions extrêmes. De plus « tous les aspects de la vie palestinienne sont contrôlés par l'armée israélienne » et de nombreuses personnes ont « perdu la capacité de rêver d'un avenir meilleur » (Ateek, 2002: 9-10).

##### Cas particulier du déshonneur
La motivation liée au sentiment d'« honneur », se retrouve dans différentes études, Naïm Ateek (2002; Post & Denny (2003), Sarraj (2002) et Shibley Telhami (2002).
Les organisateurs des attentats recrutent rarement dans leurs propres familles, à des exceptions comme dans le cas où la personne a « collaboré » avec Israël ou encore si c'est une femme qui a commis un « déshonneur ». À la place d'être tuée ou d'apporter la honte sur la famille, la personne se propose d'être « shahid », comme le décrit Ahmed Yassin, une honorable « solution exceptionnelle au problème ».
Pour Naïm Ateek, des Palestiniens incarcérés dans les prisons d'Israël deviennent « collaborateurs ». Ainsi, ceux-ci chercheraient dans le terrorisme après leur libération un moyen de « se purifier et se racheter et exprimer leur plus grande loyauté et patriotisme pour leur pays et leur peuple ».

##### Représentations émotionnelles
Les motivations du terrorisme palestinien peuvent également être d'ordre émotionnel : la peur, la haine et la vengeance. Haider Abdel Shafi décrit le conflit comme « très émotionnel, concernant des problématiques de la famille et de la maison ». Les motivations sont aussi dépendantes de la compréhension subjective du confit, en particulier du sionisme qui est parfois perçu comme un complot pour coloniser le Levant et chasser les Palestiniens. Cette peur est illustrée par les propos du dirigeant du Jihad islamique Khalid al-Bath déclare vouloir établir à travers son terrorisme « une balance de la peur » : « les Palestiniens ont peur donc nous devons faire peur aux Israéliens ».
Selon G. Reiss (2004), le sentiment d'humiliation a été lié à la volonté de vengeance des Palestiniens.

##### Importance de la haine
Pour Paul Giniewski, l'objectif de l'attentat-suicide : « C'est l'homme-bombe qui permettait de massacrer du Juif en gros, avec le meilleur rapport coût/bénéfice ». Caroline B. Glick partage son analyse : « les terroristes ont atteint le point où leur combat n'a pas pour objectif la fin de la soi-disant occupation, mais le meurtre de masse, prémédité, des Juifs ». Elle compare la haine des Juifs chez les Palestiniens à l'idéologie nazie, et critique les plus pacifiques chez les Palestiniens qui ont critiqué les attentats-suicides, non pas pour des raisons morales mais pour une préoccupation de « bénéfice politique ». Glick met également en cause les Palestiniens qui permettaient aux terroristes de se mouvoir et ceux qui célébraient la mort d'Israéliens : « On voudrait voir une expression de honte, de culpabilité, de remords sur leurs visages (…) Rien, seulement de la joie ».
Pour Robert Fisk (2001), les pertes palestiniennes de l'intifada justifient aux yeux des Palestiniens de « faire souffrir leurs ennemis » et d'éprouver de la joie dans cette vengeance.
En étudiant les biographies des terroristes suicidés, Eli Alshech (2008) met en évidence que certains terroristes ont été particulièrement touchés par le conflit israélo-palestinien, ce qui les a amenés à ressentir de la haine pour Israël et un désir de vengeance.
Selon une étude de Kimhi et Even (2004), parmi les 60 cas analysés, 13 ont exprimé le désir de vengeance comme principale motivation.

#### Religieuses

##### Radicalisation
Ehud Sprinzak (1991) propose un autre modèle selon lequel les groupes terroristes utilisent le terrorisme graduellement à la suite d'un processus de radicalisation et de délégitimation. Ce processus est composé de trois comportements idéologiques : la crise de confiance, le conflit de légitimité et la crise de légitimité.
Ami Pedahzur, Arie Perliger et Leonard Weinberg (2003) décrivent l'attentat-suicide comme un « suicide altruiste fataliste » en référence à la théorie de Durkheim, et en s'appuyant sur un échantillon de terroristes suicidés palestiniens.
Comme motivation du terrorisme, les terroristes établiraient une relation causale entre l'acte terroriste et une situation à éviter. Dans cette optique, le succès du terrorisme dépendrait des récompenses ou des concessions, par exemple la récompense du statut d'État national pour les Palestiniens
Les terroristes rejettent les responsabilités dans les situations d'injustices, qu'ils utilisent pour justifier leurs actes. Yasser Arafat estime alors que lorsqu'il s'agit d'une « lutte contre l'invasion et l'exploitation ou résolument contre le colonialisme », les actes de terrorisme ne peuvent être décrits comme tels.
Les terroristes utilisent la notion de responsabilité collective pour justifier leurs meurtres aléatoires, percevant l'ensemble des Israéliens comme ennemis et selon George Fletcher : « en accusant toute la nation juive de « prendre » des terres palestiniennes et de créer des faits sur le terrain qui rendent un État palestinien moins faisable ». Par exemple, les djihadistes palestiniens utilisent la diabolisation de la population israélienne comme l'une de ses principales tactiques psychologiques. Les civils israéliens sont ainsi décrits comme des ennemis et comme des « infidèles ». Ainsi la mère du terroriste qui tue la fille de treize ans, Hallel Yaffa Ariel en juin 2016, déclare aux médias palestiniens être « fière » de son fils et précise : « Gloire à Allah, mon fils a rejoint les autres martyrs avant lui, avec l’aide d’Allah, tous suivront son chemin, tous les jeunes de Palestine. Gloire à Allah ! ». L'enterrement de la jeune fille est également perturbé par des célébrations de Palestiniens à proximité du cimetière, illustrant le processus de déshumanisation.
Mohammed Hafez, se fondant sur les testaments et les dernières volontés de terroristes suicidés, présentent des jeunes qui « meurent pour dieu et leur pays » dans une vision de « rédemption, de responsabilisation et de défi contres des autorités injustes ».
Selon l'étude d'A. Berko (2010) sur 26 femmes condamnées (16 pour terrorisme et 10 pour activités criminelles), les premières voient leurs actes comme honorables et comme le résultat logique d'une oppression politique, tandis que les autres expriment de la culpabilité et se voient comme bannies de leurs communautés.
Différentes études mettent en évidence l'utilisation de la violence pour de la radicalisation, ou en espérant que la réaction violente du gouvernement ennemi renforce celle-ci. Selon l'étude de David A. Jaeger (2008), l'effet de radicalisation après des pertes palestiniennes augmente directement mais ne persiste pas longtemps, et disparaît après 90 jours. Concernant les éliminations ciblées israéliennes, l'étude ne trouve pas de radicalisation significative après celles-ci. Paradoxalement, Bader Araj (2012) fait remarquer que « le gel des attentats-suicides palestiniens contre des civils israéliens au cours des six dernières années n'aurait pas été possible si Israël n'avait pas fortement réduit la fréquence de ses « assassinats ciblés » ». Cependant, les groupes palestiniens affirment leur volonté de vengeance, comme après les assassinats ciblés d'Ahmed Yassine et de Abdel Aziz al-Rantissi en mars et avril 2004, un responsable du Hamas déclare : « Notre vengeance viendra au centuple pour le sang de Rantissi et Yassine ».
Finalement, selon Nasra Hassan (2001), les volontaires à l'attentat-suicide sont surveillés par les recruteurs et, dans le cas où l'un montre des signes de faiblesse, un formateur plus aguerri sera appelé pour « renforcer sa détermination ».

##### Justifications religieuses
Pour Nasra Hassan (2001), la motivation religieuse est commune à l'ensemble des terroristes suicidés. L'attentat suicide est décrit comme un « sacrifice pour Allah », et fait partie du djihad. De plus, le suicidé bénéfice d'une place particulière au paradis, ainsi que pour sa famille. Le terroriste suicidé religieux voit dans sa mort « un passage vers une meilleure vie » et une volonté de faire un « passage qui l'apportera au côté des héros de l'islam et au côté d'Allah », pour Karin Andriolo 2002 et Euben Roxanne 2002. Ainsi, cette motivation est composée par le sacrifice islamique ainsi que par le processus d'individualisation, centré sur la mosquée.
Dans les années 1970, les sociétés musulmanes connaissent un renouveau islamique. De nombreux Palestiniens vivant dans la bande de Gaza et en Cisjordanie deviennent ainsi plus fondamentalistes La montée du Hamas depuis les années 1988, le succès des islamistes dans les universités depuis les années 1980 et la prolifération des organisations de charité islamique en particulier à Gaza donnent de la légitimité aux yeux des Palestiniens au mouvement islamique. Le fondamentalisme islamique crée le contexte nécessaire pour inscrire les attentats-suicides dans un accomplissement religieux. Le Hamas et le Jihad islamique décrètent que le sacrifice de soi est une obligation islamique individuelle. Des érudits islamiques déclarent le Jihad comme obligation de chaque musulman. Les islamistes palestiniens décrètent que des terres islamiques ont été volées par les Juifs en alliance avec les forces occidentales. Le Hamas s'inspire d'Abdulah Azzam et justifie ses attentats par des passages coraniques (et issus de hadîth). Ces groupes islamistes comparent leur situation à celle de l'histoire de la persécution des premiers musulmans et du prophète de l'islam. Harvey Kushner (1996) y voit une continuité historique de la mort en martyr dans l'islam.
Le Hamas explique ses attentats par des justifications islamiques contre les Juifs et pour leur extermination. Les groupes terroristes mettent en perspective le terrorisme et la guerre contre les Croisés au Moyen Âge. Un dirigeant du Hamas énonce ainsi une « arme absolue » qui apportera la victoire « contre les usurpateurs ayant confisqué des terres d'islam, contre les descendants des Croisés ». Pour Reuven Paz (2001), le terrorisme s'inscrit pour les terroristes islamistes dans le conflit de l'islam avec le judaïsme. La thèse d'Ariel Merari (2007) met l'accent sur les facteurs culturels, en particulier le fanatisme religieux islamique. De ce point de vue, le terrorisme serait lié à une haine historique de l'Occident. Frédéric Encel insiste sur une motivation idéologique en citant la doctrine des Frères musulmans, à travers les propos d'Hassan al-Banna : « les principes se renforcent par les sacrifices, les opérations suicides et le martyre pour Allah. C'est en comptant quotidiennement les morts, en additionnant massacres et charniers, que la foi se propage ».
Selon un point de vue islamiste, pour le terroriste, la mort par le suicide (décrite comme une « mort en martyre ») est une étape vers son objectif de vivre à travers un bonheur spirituel. Ce point de vue est critiqué par des académiciens, comme Malise Ruthven qui remet en question l'importance de la croyance du terroriste dans un futur paradisiaque après sa mort. Selon Vered Levy-Brazilai (2002), pour la plupart des terroristes suicidés : « la vie ici n'est qu'un chemin vers le monde à venir. La perte de vies ici n'est pas si grave. Ici, c'est juste de la préparation. Le monde à venir est la vraie vie, pour les saints qui méritent d'y parvenir ».
Les motivations religieuses du suicide en shahid implique des profonds sentiments religieux, de passer beaucoup de temps à la mosquée, de suivre la loi islamique (comme le décrit le terroriste palestinien Hassan Salameh, la mort en shahid permet de « réaliser l'article de foi le plus important »), et devenir un « étudiant du martyr » (le terroriste palestinien Ismail al-M'asoubi décrit son amour du jihad : « qui possède sa vie, son être, ses sentiments, son cœur »). Comme exemple de motivations religieuses, l'attentat du 19 août 2003 qui tue une vingtaine de personnes à Jérusalem dont de nombreux enfants, fut commis par un imam et professeur de loi islamique.
La recherche d'Eli Alshech (2008) met en évidence une seconde étape dans la préparation à l'attentat suicide, caractérisée par des références aux sources islamiques : de passages coraniques et de la tradition islamique (hadîth) concernant les « martyrs », la mort en martyr et le jihad. Les mêmes versets apparaissent dans la plupart des documents, par exemple, Coran 2: 154; 3: 169; 9:14 et 9:24.
Par un exemple le terroriste suicidé de 2001, Jamal Abd al-Ghani al-Nasir, affirme comme motivation : « Au nom d'Allah, les raisons qui m'ont poussé à ce genre d'acte sont : premièrement, l'amour pour Allah et le martyre; deuxièmement, l'amour pour la mosquée al-Aqsa et la Palestine et la volonté de les protéger; et troisièmement, la volonté de venger le sang des martyrs ».
En 2003, une étude sur des prisonniers palestiniens met en cause la mosquée comme le principal lieu de recrutement. Nasra Hassan met en évidence dans le cas des attentats-suicides un processus d'endoctrinement se référant à une réalité sociale et visant à se poser en « martyr » ou en « nouveau-né ». En 2001, Nasra Hassan conclut que la principale motivation de l'organisation terroriste Hamas serait religieuse.
Malgré le fait que les brigades des martyrs d'Al-Aqsa n'ait pas d'agenda religieux, le groupe utilise la religion pour motiver ses membres et motiver à mourir en martyre pour rejoindre le paradis.

#### Incitations pécuniaires et pauvreté
En 2003, une étude de Claude Berrebi ne trouve pas de relation entre les conditions économiques en Cisjordanie et le nombre d'attentats. Différents experts affirment que l'éducation, la pauvreté ou l'oppression politique ne sont pas des facteurs suffisants pour expliquer la motivation terroriste,. James A. Piazza ne voit aucune évidence dans la thèse d'un terrorisme enraciné dans la pauvreté. Une autre thèse voit la perception de perte du statut social du fait de la pauvreté comme un facteur.
Les récompenses financières du Hamas joueraient un rôle pour les terroristes issus de la pauvreté. Le Hamas garantit une récompense aux familles des suicidés de 3 000-5 000 $ jusqu'en 2001 (plus de deux fois ce qui est accordé pour les autres terroristes), puis s'élevant à 10 000 $, et avec des récompenses de Saddam Hussein de 25 000 $. D'autres récompenses matérielles sont offertes aux familles (ameublements, bijoux, tapis et autres avantages).
Pour A.B. Krueger et J. Maleckova (2002), il n'y a pas de lien établit entre la pauvreté et le terrorisme : « Si l'augmentation des primes versées aux familles des candidats au suicide en 2002 s'est accompagnée d'une augmentation des attentats suicides, les informations disponibles montrent qu'il y avait déjà un « excès d'offre » de candidats ». De plus, la réussite de l'acte terroriste serait corrélé positivement au niveau d'éducation et il semblerait « qu'aucun des candidats n'est pas qualifié, désespérément pauvre et que la plupart appartiennent à la classe moyenne et ont un emploi ».
Pour Hanna Samir Kassab, alors que les conditions socio-économiques s'empirent, les Gazaouis dirigent leur colère contre Israël et leur soutien aux groupes terroristes. Au lieu d'admettre sa responsabilité, le Hamas augmente son terrorisme, qui à son tour empire encore plus la situation avec la réponse israélienne. Toujours selon Kassab, le Hamas bénéficie du conflit israélo-palestinien et en tire sa légitimité. Son idéologie terroriste dépend d'un État faible et de sous-développement pour recruter des membres et se maintenir.
K. Cragin et P. Chalk (2002), se basant sur l'expérience menée par Israël et d'autres pays, affirment qu'« un programme de développement économique et social (PDES) est un instrument efficace en agissant à la fois sur la demande et l'offre de terrorisme ». Cela permettrait d'élever le niveau de revenu et l'expansion des classes moyennes, ce qui réduirait en retour, l'espace de soutien aux groupes terroristes.

### Analyses du phénomène
Plusieurs experts, Ely Karmon (2000), Benny Morris (2002) et Avishai Margalit (2001), considèrent que la guerre entre Israël et le Hezbollah a servi comme un modèle à suivre par les groupes palestiniens.
Pour Martha Crenshaw, la violence palestinienne de l'Intifada s'inscrit en réalité dans la même dynamique que le modèle du terrorisme palestinien, mené contre les Juifs et leur projet nationaliste sous le mandat britannique.

#### Fréquence
Cinq à 10 % des attentats suicides sont ratés, ne comprenant pas la détonation et le suicide du terroriste, tandis que le nombre de tentatives d'attentats-suicides déjoués est difficile à estimer et sujet à des fluctuations Les attentats terroristes qui ont des conséquences dramatiques et du fait de leurs cibles reçoivent une plus importante couverture médiatique. Toutefois, il existe de nombreux exemples de tentatives d'attentats qui ont été empêchés, comme la tentative d'attentat à la bombe de mai 2002 contre le plus grand dépôt de carburant en Israël, qui aurait causé la mort de milliers de personnes.
Luca Ricolfi identifie trois vagues d'attentats-suicides palestiniens, l'une coïncidant avec le début de la Première intifada (1988-1990). La deuxième coïncident avec l'implémentation des Accords d'Oslo (1994-1996) et la dernière au cours de la Seconde Intifada (2001-2002).
En 2006, une étude de Claude Berrebi et Esteban F. Klor, met en évidence que le nombre d'attaques terroristes mortelles durant la période 1990 à 2003, était plus élevé sous le gouvernement de gauche que sous les gouvernements de droite en Israël. Selon une hypothèse, certaines factions palestiniennes augmenteraient le terrorisme pour contraindre plus de concessions de la part d'Israël, ou pour saboter le processus diplomatique. Une étude de Alex Braithwaite, Dennis M. Foster, and David A. Sobek en 2010, constate que le nombre d'attentats a tendance à augmenter lors des périodes d'élections israéliennes et lors des négociations de paix.
Selon une étude de 2019, de Roland Hodler, Paul A. Raschky et Anthony Strittmatter, durant le mois de Ramadan, le nombre d'attentats diminue significativement. L'étude démontre une diminution du soutien au terrorisme durant le jeûne parmi la population civile palestinienne.

#### Contre-terrorisme

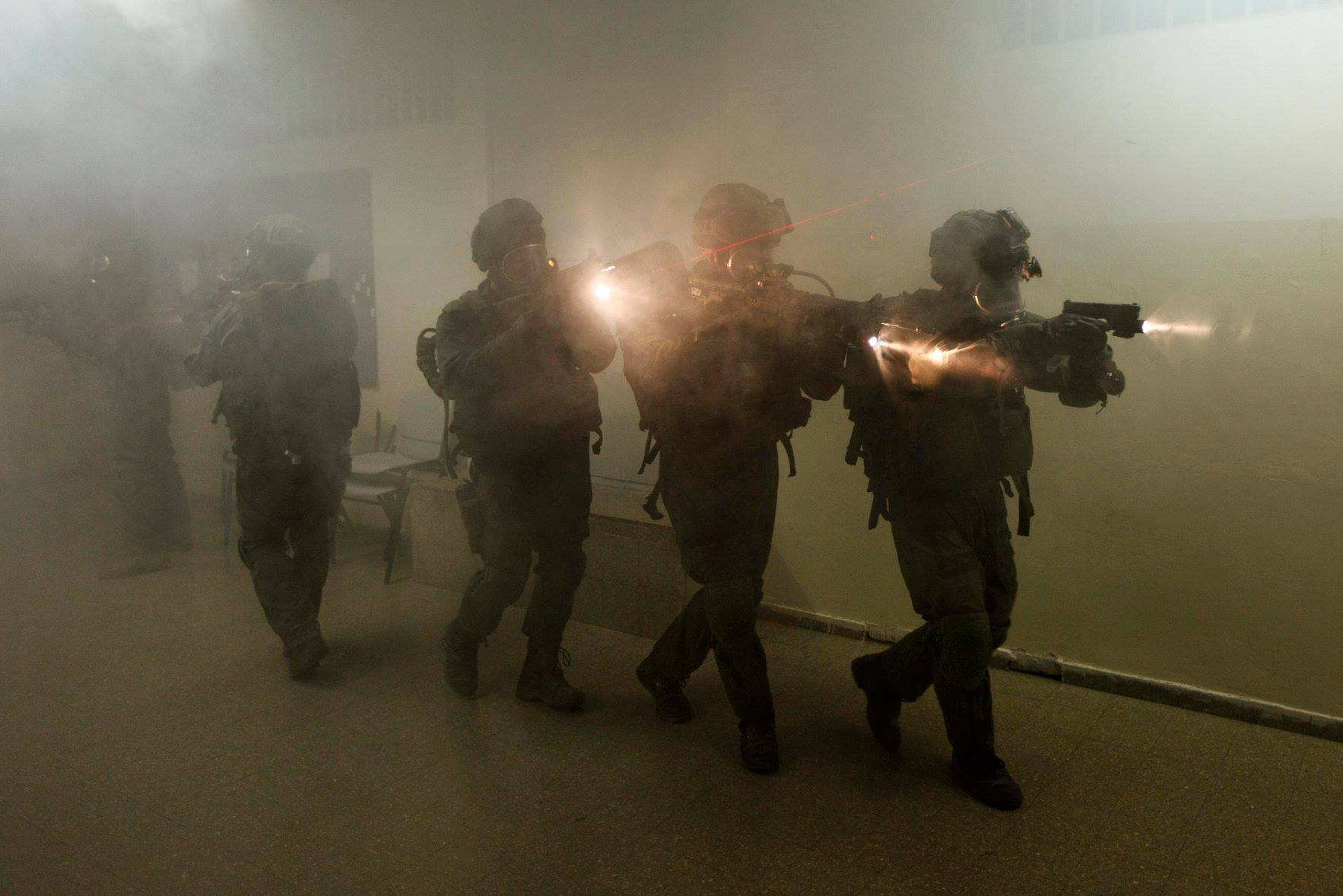
Unité Yamam de la police israélienne, spécialisée dans les activités de contre-terrorisme.

La réponse d'Israël au terrorisme est décrite comme « opérationnelle » par Naomi Gal-Or. Une réponse, qui tend à retarder de nouvelles hostilités, mais qui n'a pas été capable de miner les motivations des organisations palestiniennes de continuer leurs activités terroristes et insurgées.
Certaines études suggèrent que les mesures anti-terroristes de répression échouent généralement et conduisent souvent à la radicalisation des insurgés. D'autres études au contraire, démontrent qu'une réponse violente de l'État peut être efficace et conduire à une réduction des attentats terroristes. Selon une étude d'Hillel Frisch, la construction de la barrière de sécurité a permis de réduire le nombre d'attentats qui atteint un pic en 2002. Les mesures de contre-terrorisme peuvent aussi avoir un « effet boomerang » selon Boaz Ganor, comme le cas des assassinats ciblés qui auraient eu des effets mitigés. D'autres mesures auraient des conséquences néfastes selon une étude de Sami Miaari, Asaf Zussman, and Noam Zussman, citant en particulier celles perçues par la population palestinienne comme punitives : comme les couvre-feux, les postes militaires ou encore les restrictions à l'emploi en Israël pour les Palestiniens.
Selon l'analyse de Shmuel Bar, avec la Seconde intifada, l'armée israélienne mène des assassinats ciblés contre les recruteurs et fabricants de bombes, réduisant la menace terroriste. Les services de contre-terrorisme israéliens restent divisés sur la stratégie à adopter. Moshé Ya'alon voit le terrorisme comme un « puits sans fond » et prône donc de démontrer que le terrorisme ne mène à rien et prône de mettre de la pression sur les organisations terroristes et l'Autorité palestinienne. Pour Bar, ces stratégies se sont montrées être inefficaces, pour atteindre cet objectif. Pour Ophir Falk, les assassinats ciblés de commandants de groupes terroristes ont permis de limiter les attentats-suicides.
Bien que les mesures sécuritaires israéliennes et militaires ont permis de sauver des vies israéliennes, elles ont pu au contraire causer une exacerbation de la violence.

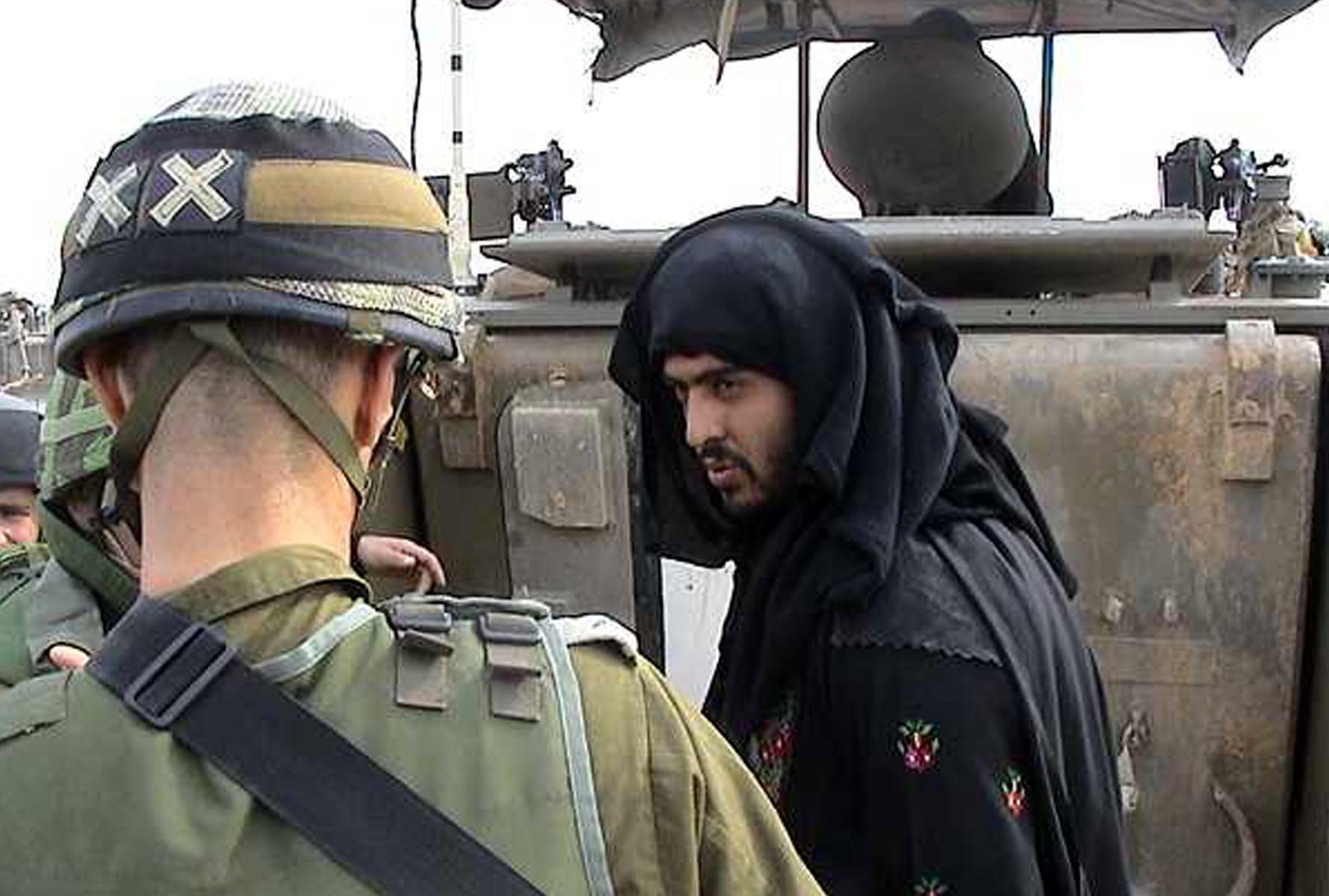
Homme déguisé en femme pour commettre un attentat en Israël.

Face aux mesures de sécurité, les groupes terroristes palestiniens dissimulent les charges explosives dans des objets anodins comme dans une guitare, dans une cage d'oiseau, dans un ordinateur ou dans le faux soutien-gorge d'une adolescente. Dans un autre cas une terroriste suicidée pose en tant que handicapée et dissimule sa bombe dans sa chaise roulante. Des terroristes se déguisent également, par exemple en Juifs orthodoxes ou des femmes terroristes s'habillent comme les femmes israéliennes.
Alors que les jeunes hommes sont fouillés, les groupes palestiniens choisissent d'utiliser des hommes âgés et des femmes qui le sont peu, pour mener leurs attentats.
Le 27 janvier 2002, après une déclaration de Yasser Arafat appellent les femmes à participer à la lutte nationale, une première femme commet un attentat-suicide. De 2002 à 2007, 88 femmes palestiniennes tentent de commettre des attentats-suicides.

#### Efficacité politique
Selon Walter Laqueur, la plupart des généralisations sur le terrorisme se rapportent au cas du terrorisme palestinien, ce qui mène souvent à des conclusions faussées. Audrey Kurth Cronin insiste donc sur le fait que l'efficacité du terrorisme pour faire avancer la cause palestinienne est indémontrable, et aurait pu au contraire retarder les aspirations nationalistes. Au contraire, Max Abrahams note que la campagne de terrorisme de la fin des années 1960 et du début des années 1970 a coïncidé avec le développement de la relation stratégique américano-israélienne visant à contrecarrer l'expansion communiste au Moyen-Orient.
Pour Bernard Lewis, « L'OLP n'a obtenu aucun résultat significatif là où c'était important - en Palestine ».
Selon l'opinion de Thomas Friedman en 2002, si les Palestiniens avaient dit : « Nous allons nous opposer à l'occupation israélienne, avec une résistance non violente, comme si nous n'avions pas d'autres options, et nous allons construire une société, des écoles et une économie palestiniennes comme si nous n'avions pas d'occupation - ils auraient eu un état de qualité il y a longtemps ».
Le dirigeant israélien de droite, Menahem Begin perçoit l'objectif des groupes terroristes palestiniens comme un « politicide » et un « génocide » des Juifs d'Israël. De même Benjamin Netanyahou déduit en 1981 que l'OLP ne serait pas satisfaite de l'établissement d'un État palestinien.

### Types d'attentats
- Attaques transfrontalières contre la population civile par des bandes ou groupes armés (par exemple le massacre de la route côtière, massacre de Ma'alot, etc)
- Détournements d'avion, en particulier dans les années 1960 et 1970 (cas également de détournement du navire de plaisance Achille Lauro)
- Attaques au couteau ou attaques à l'arme blanche
- Fusillades (par exemple l'attentat contre un café en juin 2016)
- Poses ou lancés de charges explosives (comme des mines, engin explosif improvisé, etc), contre des cibles civiles, des zones civiles ou des infrastructures publiques (par exemple l'attentat de l'université hébraïque de Jérusalem).
- Attentats à la voiture piégée ou à la voiture bélier.
- Kidnappings et détentions d'otages.
- Attentats-suicides (depuis 1993)
- Bombardements délibérés de populations civiles (par des roquettes et obus de mortier)
- Incendies volontaires
- Embuscades ou attaques non-coordonnées contre des personnes ou des véhicules à l'aide de jets de projectiles, de bombes artisanales (dont des cocktails Molotov) ou d'autres armes.
- Assassinats
- Violences et intimidations contre des suspects de « traîtrise » ou des opposants politiques (homicide, lynchage, torture, vitriolage, etc.)
- Menaces (ou tentatives) de destruction massive (armes chimiques, etc)

## Acteurs

### Les victimes

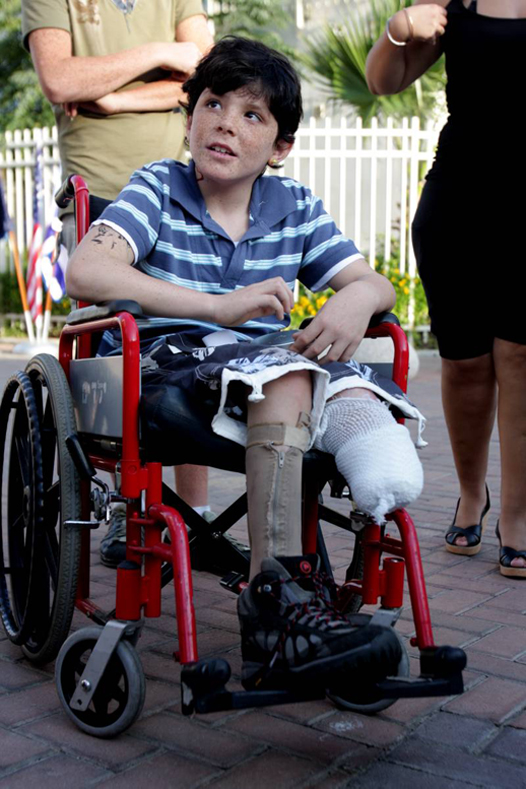
Osher Twito, 9 ans, blessé et handicapé à vie, après l'explosion d'une roquette Qassam à Sdérot.

#### Prévalence dans la population
Selon l'étude menée en 2002 par Avraham Bleich, 16,4 % des adultes israéliens interrogés ont déclaré avoir été personnellement impliqués dans une attaque terroriste au cours de l'année et demie précédente. 22,1 % ont déclaré qu'un ami ou un membre de famille avait été blessé ou tué et 15,3 % ont déclaré connaître une personne qui a survécu à une attaque, sans blessures.
De 1993 à 2003, 52 % des victimes tuées l'ont été dans les transports publics, 22 % dans les restaurants, cafés et lieux de divertissement, 14,6 % dans les centres commerciaux et 10,8 % dans d'autres endroits.
Durant cette période, les hommes sont plus touchés que les femmes, qui représentent 43 % des victimes. Cependant en comparaison, les victimes du terrorisme de l'IRA, étaient 15.6 % des femmes.
Les victimes d'âge entre 17 et 24 ans sont deux fois plus représentées, étant probablement plus présents dans l'espace public, dans les lieux de divertissements et dans les transports en commun. Beaucoup des enfants tués l'ont été sur la route de l'école, tandis que les personnes âgées ont été tuées plus fréquemment dans les restaurants ou en faisant leurs courses.
95,7 % des victimes sont juives (étant 81 % de la population). Ce qui est en accord avec le fait que les Juifs sont la principale cible des terroristes palestiniens.

#### Conditions médicales

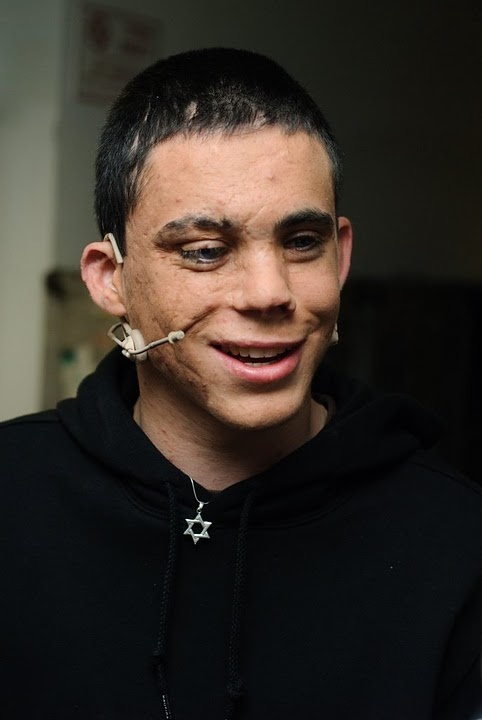
Oren Almog, survivant de l'attentat suicide à l'aide d'une ceinture explosive au restaurant Maxim à Haïfa, en 2003 : l'explosion le rend aveugle à 9 ans et il perd deux de ses grands-parents, son père, son frère et son cousin (photographie de 2010)

Selon une étude de 1996, la plupart des blessures d'attaques au couteau concernent le thorax, avec 56 % de victimes avec des dommages aux organes internes et 25,3 % de mortalité : « Contrairement aux autres coups de couteau commis par des civils, les blessures causées par des coups de couteau associés à des terroristes représentent des blessures graves et extrêmement mortelles ».
Les taux de mortalité direct dû au type d'explosions de EEI, en particulier en ceinture explosive (rempli de vis, de clous et d'autres objets tranchants), sont d'environ 20 % à 30 %, tandis que les survivants souffrent de blessures de l'explosion (25 %), de shrapnel (20–45 %) et de brûlures graves (15 %). Les clous ou boules métalliques combinés à l'explosion qui projette la victime, causent des lésions tissulaires complexes.
Selon une étude de 2006, 9 % des traumatismes causés par le terrorisme de 1997 à 2003 sont des brûlures. Les brûlures importantes (20 % à 89 % de la surface corporelle totale) sont plus fréquents chez les victimes de terrorisme ainsi qu'une mortalité plus élevée (6,4 % chez les patients victimes de terrorisme contre 3,4 % chez les autres patients.
Sur une étude de la rééducation des victimes d'attentats terroristes de 2000 à 2004, l'ensemble présentait des traumatismes multiples, dont 65 % sans atteinte du système nerveux central, 26 % avec traumatisme crânien et 8 % avec lésion de la moelle épinière.
Selon une étude de 2010, les victimes du terrorisme ont des blessures plus graves et dans plus de régions du corps, que chez les victimes de guerre. Ainsi, la mortalité hospitalière (en particulier des civils), est plus élevée parmi les victimes de terrorisme (7 %) que parmi les victimes de guerre (2 %).
En 2019, les différentes vagues d'attentats terroristes ont laissé 4 000 personnes handicapées en Israël, avec un coût à l'État de plus de 140 millions de dollars pour l'année 2016.

#### Condition psychologique
Différentes études établissent une prévalence modérée de troubles psychologiques SSPT ainsi qu'un taux de satisfaction de la vie relativement inchangé, malgré les risques mortel des attentats. Des niveaux élevés de détresse et d'inquiétude quant à la sécurité sont relevés, tandis que le taux de symptômes d'ESPT est relativement faible. Ce constat peut être expliqué par un processus d'accommodation du public israélien et des stratégies d'adaptation. En particulier, alors que beaucoup d'Israéliens ont déjà vécu des expériences traumatisantes comme des guerres, des attaques terroristes antérieures ou la Shoah. Quant aux modes d'adaptation, les plus fréquemment utilisés sont de s'assurer que les proches vont bien et le soutien social et émotionnel.
Selon un sondage de 1979, 73 % des Israéliens vivent dans la peur pour leurs vies ou celles de leurs proches, d'être victimes d'un attentat terroriste palestinien. En 1995, ce taux est de 85 % et un autre sondage y trouve en 1996 un taux de 76 %. Ce taux passe à 92 % durant la période de la Seconde intifada en 2002. Selon un sondage sur des civils israéliens de Jérusalem, les réactions émotionnelles négatives au terrorisme sont de ±80 % (colère, anxiété, dépression, peur et méfiance). La peur est la réaction prédominante face au terrorisme, et provoque un état d'alerte chez la population visée par celui-ci. Les victimes décrivent leurs peurs, comme « avoir en permanence peur de sortir de chez soi ou de se promener » ou encore « avoir peur d'être tué ».
Au total, 9,4 % des participants de l'étude de Bleich (2002), répondaient aux critères de symptôme du DSM-IV pour le SSPT. Un taux similaire à celui trouvé après les attentats du 11 septembre, chez les résidents de la ville de New York. L'étude de Nadav Morag (2006) durant la Seconde intifada, obtient le même taux de SSPT dans la population (9,4 %), répartie de manière disproportionnée chez les enfants, avec un taux de souffrance lié au SSPT élevé à 40 %.
Selon Y. Eshel (2003), les victimes qui ont les blessures les moins graves ou qui assistent aux attentats, sont les plus enclines à développer de l'hypertension, un trouble dissociatif ou encore des peurs irrationnelles liées à des bruits de la vie quotidienne.
Durant la campagne de terrorisme, les femmes semblent ressentir plus de détresse que les hommes et manifestent plus de symptômes somatiques et de trouble de stress post-traumatique selon l'étude de M. Zeidner (2006). Ce dernier reporte également un lien entre une affectivité négative et des détresses liées au terrorisme. L'étude de S.E. Hobfoll (2006) établit un lien également avec la perte ou le gain des ressources psycho-sociales, ainsi qu'avec la dépression.
Selon l'étude de G. James Rubin menée en Israël, le taux de stress est le plus significatif chez les personnes qui sont le plus exposées aux risques d'attentats.
Les 8 700 roquettes tirées sur les villes israéliennes de 2001 jusqu'à 2009, causent des centaines de blessés et des morts, mais aussi un traumatisme psychologique au sein de la population ciblée. D'après une étude médicale, plus de 50 % des jeunes enfants de la ville de Sderot souffrent de troubles post-traumatiques. Outre les dommages liés aux bombardements des zones civiles, les ruées vers les abris avec le son des sirènes avertissant de l'approche des roquettes, contribuent à des réactions de stress aiguë et chronique. Des problèmes de sommeil sont également attestés dans la population confrontée aux bombardements.
Selon l'étude de Pat-Horenczyk (2006), le terrorisme palestinien fait partie des « routines d'urgences » de la vie quotidienne, de la communication et des interactions sociales de la population israélienne, alors sous la menace terroriste
Selon l'analyse du psychologue Rafael Moses, le comportement collectif des Israéliens aurait des similitudes avec le comportement traumatique.

#### Organisations pour les victimes

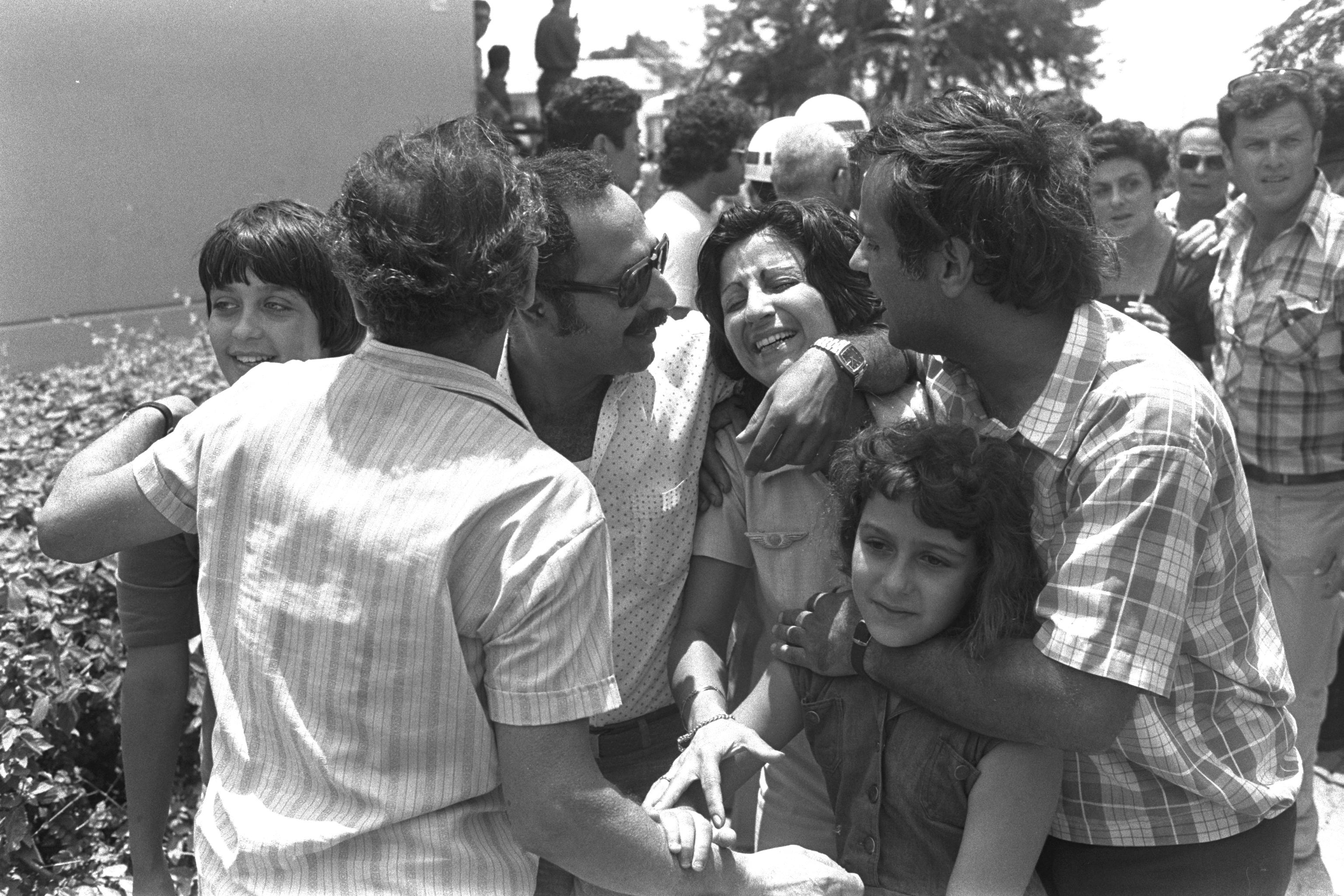
Retrouvailles des otages israéliens et juifs du vol 139 Air France avec leurs familles, juste après leur libération grâce à l'opération Entebbe. Le détournement d'avion et la prise d'otages ont été menés par le FPLP, deux terroristes allemands et avec la participation ougandaise d'Idi Amin Dada (1976).

L'organisation Shurat HaDin (en), collecte des milliers de témoignages de victimes du terrorisme palestinien.
Un mémorial pour les victimes du terrorisme en Israël est construit pour les victimes du terrorisme palestinien depuis 1981.
Après les attentats, des bénévoles de l'organisme caritatif ZAKA récupèrent les restes humains pour assurer une sépulture aux victimes, conforme à la Loi juive. Ils sont parfois sollicités pour témoigner des derniers instants des victimes aux proches.
En 1986, la Terror Victims Association est créée pour soutenir les victimes de terrorisme. L'association mène des activités pour soutenir et redonner de la joie aux enfants ayant perdu un proche et pétitione contre les libérations de prison de terroristes condamnés. La Koby Mandell Foundation est créée par les parents du jeune Koby, tué par un terroriste palestinien dans une grotte, à l'âge de 13 ans, le 8 mai 2001, en l'honneur de sa mémoire. À ses débuts, la fondation assiste les mères après la perte de leurs enfants, et dès 2002, la fondation offre à l'ensemble des victimes du terrorisme et aux proches, des soutiens émotionnels et des aides psychologiques.
Selon l'étude de Bleich (2002), seulement 12,9 % des personnes qui ont contacté des lignes d'assistance téléphonique, les ont trouvées utiles.
Giulio Meotti compare les victimes du terrorisme palestinien à une « nouvelle Shoah » et insiste sur le fait que « les victimes du terrorisme aujourd'hui ont aussi un nom ».

### Groupes palestiniens
- Izz al-Din al-Qassam (historique)

Drapeau vert avec le Shahada, utilisé par le Hamas

- Jihad islamique palestinien et branche armée Brigades Al-Qods
- Hamas (Ferveur), branche armée Brigades Izz al-Din al-Qassam et faction radicale Clan Qawasameh

- Fatah-Conseil révolutionnaire (dit Abou Nidal)
- Comité de résistance populaire
- Sous branches de l'OLP (Organisation de libération de la Palestine) : Front populaire pour la libération de la Palestine (dont Brigades d'Abou Ali Moustapha)[174], Front démocratique pour la libération de la Palestine[174], Front de libération de la Palestine, Front de libération arabe, As-Saiqa[174], Front de lutte populaire palestinien, Front arabe palestinien, Front de lutte populaire palestinien (principalement des détournements d'avions[174]).
- Groupes associés au Fatah (Conquête) : Tanzim, Force 17, Brigade Ahmed Abu Reish, Groupe des opérations spéciales du Fatah, Brigades des martyrs d'al-Aqsa (dont les Faucons du Fatah), Septembre noir
- Le Front populaire de libération de la Palestine-Commandement général (FPLP), est fondé en 1968 par Ahmed Jibril. Il a commis le massacre du bus scolaire d'Avivim (1970), le bombardement du vol Swissair 330 (1970), le massacre de Kiryat Shmona (1974) ou la Nuit des planeurs (1987).
- Organisations islamistes liées à Al-Qaïda : Jaysh al-Islam, Brigades Abdallah Azzam, Jund Ansar Allah, Jund al-Sham, Jaljalat, Jahafil Al-Tawhid Wal-Jihad fi Filastin (Unicité et Djihad : JTJ).
- Groupe lié à l'Iran : Le mouvement al-Sabireen (Hezbollah palestinien).
- Groupe État islamique : Brigade du Cheikh Omar Hadid
- Cellules du Hezbollah (Parti d'Allah) : Il dirige les attaques de cellules terroristes des territoires palestiniens, et vise également à améliorer les capacités des groupes palestiniens (armement, formation, etc)[175].
- Groupe affilié au Fatah al-Islam (Conquête de l'islam) : branche palestinienne (cellule terroriste islamiste)[175].
- Fatah al-Intifada
- Groupe affilié au Comité de résistance populaire : Armée de l'islam et Armée populaire (cellule terroriste islamiste)[175].

Logo de l'OLP
Emblème du Hamas
Drapeau du Fatah
Drapeau du FPLP
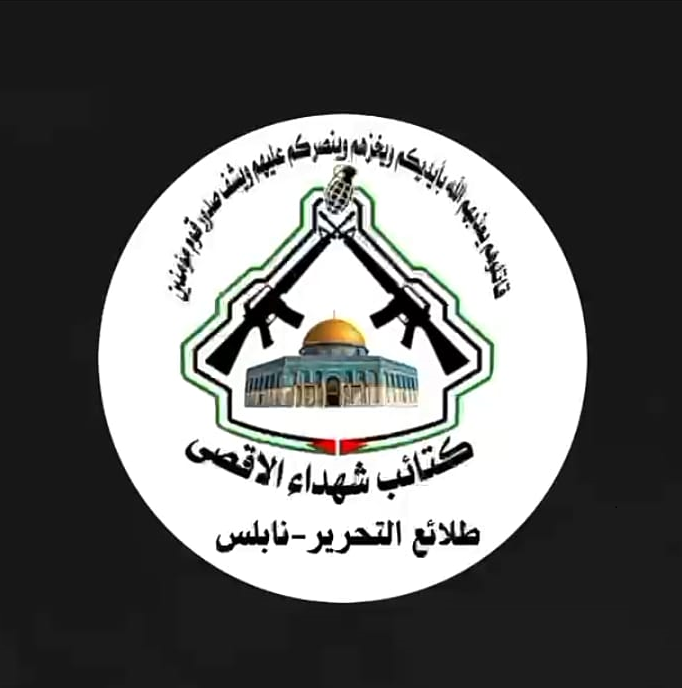
Drapeau des Brigades des Martyrs d'Al Aqsa
Drapeau du Hezbollah
Drapeau du JTJ
Drapeau de la Brigade du Cheikh Omar Hadid
Drapeau du Fatah al-Islam

## Aspects particuliers

### Attaques à la roquette contre des civils israéliens
Les tirs de roquettes contre des populations civiles sont considérés par les Nations unies, les États-Unis, l'Union européenne et Israël comme des « activités terroristes ». Outre des morts et des blessés, les tirs causent un traumatisme psychologique parmi les civils, ciblés par ceux-ci.
Non seulement les tirs de roquettes sont moins létaux que les attentats à la bombe, mais ils sont également plus dangereux à manipuler par les groupes terroristes. Ainsi des dizaines de membres ont été tués ou blessés dans le lancement ou la mise à feu et des dizaines de civils sont tués dans des tirs ratés.

### Les «loups solitaires»

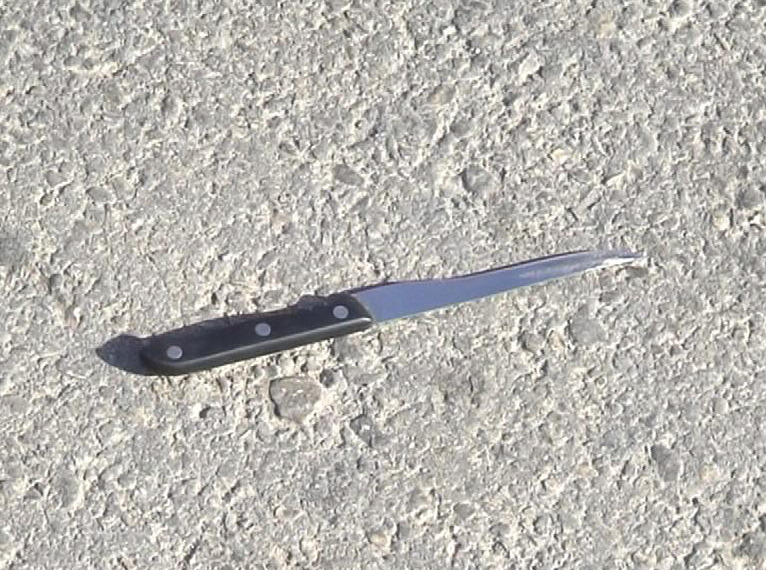
Exemple d'une arme utilisée dans les attaques de « loups solitaires ». Ceux-ci poignardent leurs victimes, souvent de manière suicidaire tout en s'écriant Allahou Akbar (« Allah est [le] plus grand »)

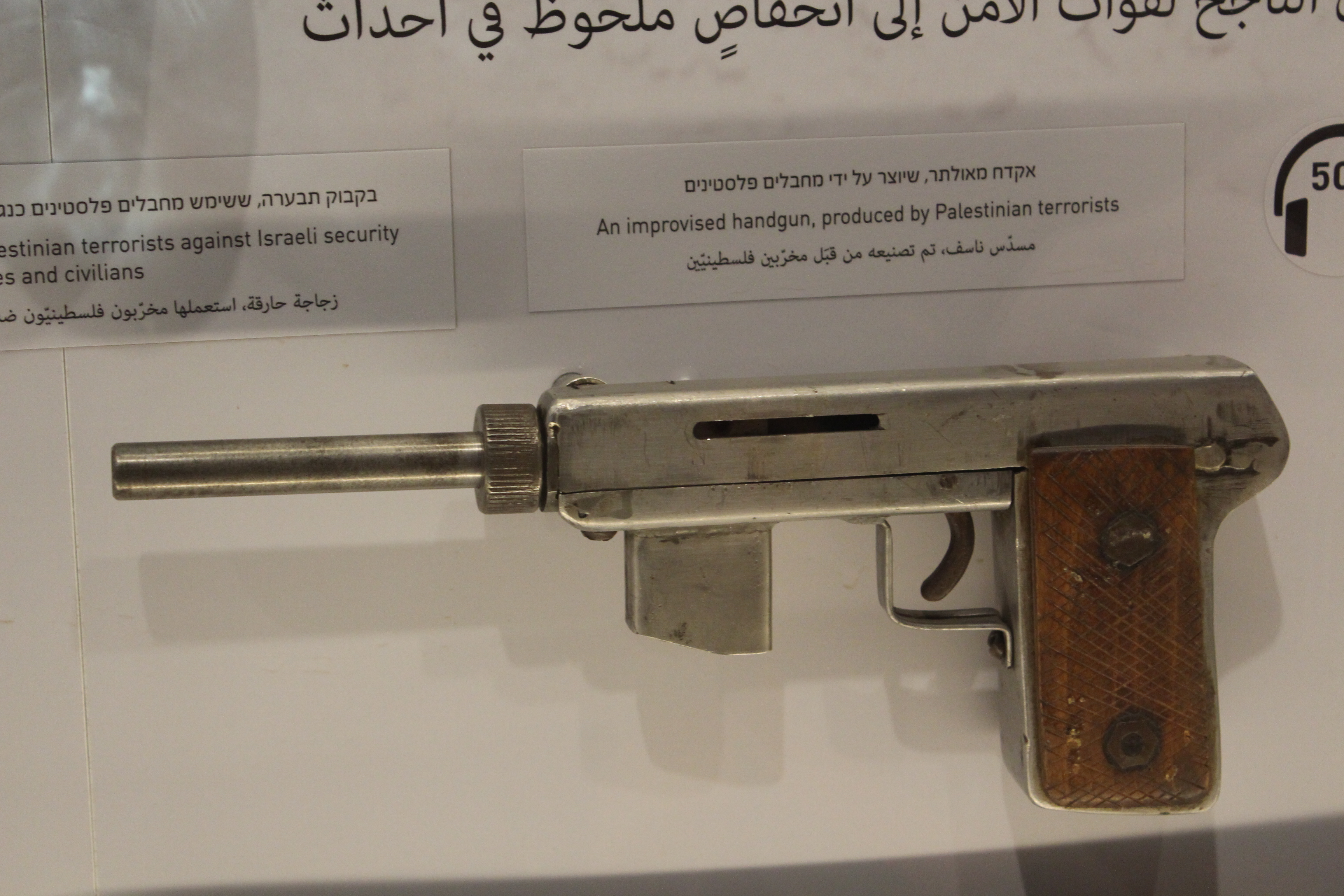
Exemple d'une arme improvisée palestinienne

En 2008, les attaques de « loups solitaires » sont devenues plus fréquentes, atteignant un sommet au cours des années 2014-2016, avec un pic en 2015. D'octobre 2015 à septembre 2016, une vague d'attaques de loups solitaires cible des Israéliens. L'incitation sur les réseaux sociaux y joue un rôle significatif.
Diverses études n'ont pas trouvé de profil spécifique des terroristes de type « loups solitaires ». Selon une étude, entre janvier 2000 et mars 2016, toutes les attaques de loups solitaires ont été menées par des musulmans, et principalement par des hommes. Elles sont également menées par des adolescents.
Les loups solitaires palestiniens choisissent plus souvent des cibles souples (soft target), c'est-à-dire les zones publiques et facilement accessibles, les routes et les transports en commun, les centres commerciaux et les événements publics en plein air. De ce fait, la plupart des attentats sont commis proches de leur lieu de résidence et se produisent dans des endroits familiers.
Ramón Spaaij (2012) met en évidence que les terroristes solitaires palestiniens utilisent des armes faciles à trouver, tels que des couteaux, cocktails Molotov ou utilisent des véhicules (voitures, tracteurs, camions, etc).
L'attitude des loups solitaires est similaire à l'idéologie des groupes terroristes. Certains d'entre eux semblent avoir fait face à des problèmes relationnels ou économiques, et la plupart mènent la planification de leurs attentats, ce qui écarte l'hypothèse d'attaques spontanées dans la plupart des cas. Les loups solitaires islamistes justifient leurs actions, comme étant une réaction à une attaque contre l'islam.
Durant la vague de violence de 2015 à 2017, les attaques au couteau contre des civils, des soldats ou des policers israéliens est le moyen le plus utilisé par les loups solitaires, suivi par la voiture bélier et ensuite l'arme à feu. En 2018, Israël affirme être parvenu à limiter le phénomène grâce à la surveillance sur les réseaux sociaux.
Anat Berko insiste sur le rôle de l'incitation à la fois par des dirigeants palestiniens, par de la propagande d'organisations terroristes et également par la propagande d'ISIS, en particulier ses vidéos de décapitations.

### La participation des enfants et adolescents
Jeffrey Bartholet (1995), John Battersby (1995) et Christopher Dickey (2002) décrivent l'utilisation des jeunes de moins de 18 ans et des enfants comme une particularité du terrorisme palestinien.

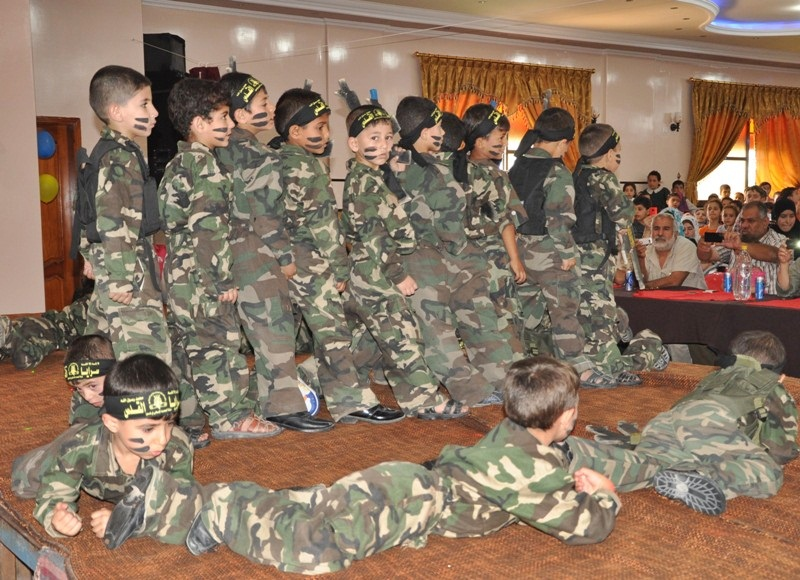
Des enfants de Gaza montrent des tactiques militaires lors d'une cérémonie de remise des diplômes dans une école maternelle (2012).

L'OLP entretient la mémoire de la Nakba et mobilise les enfants à travers des associations (d'entraînement politique et paramilitaire) et par des mouvements de jeunesse. Dans les écoles, l'entièreté du territoire d'Israël est présenté aux enfants comme la Palestine à libérer. La Palestine est également présentée à travers des mémoires comme étant un Jardin d'Éden.
Le 9 septembre 1969, l'attentat à la grenade contre le bureau de la compagnie aérienne El Al à Bruxelles est commis par deux jeunes de 13 ans recrutés par le Fatah. Par la suite l'utilisation des enfants et des jeunes devient plus fréquent. Dans les années 1970, les jeunes en Cisjordanie sont envoyés en première ligne dans les confrontations violentes avec les soldats israéliens.
Dans les cinq années menant à la seconde Intifada, l'Autorité palestinienne crée 19 camps d'entraînements paramilitaires pour les adolescents. Les exercices comprennent des simulations de kidnapping de figures politiques israéliennes, d'attaques contre des postes militaires et des tirs à la Kalachnikov. Les témoignages de jeunes mettent en évidence le programme de radicalisation, ainsi S. Nubaim de 16 ans affirme : « Je veux que mon pays soit libéré… Tant qu'Israël occupe une partie de notre terre, à Tel Aviv, Jaffa ou Haïfa nous n'avons pas libéré notre patrie ». Un autre adolescent, M. Saman, affirme être prêt à « renvoyer les Israéliens vers les pays d'où ils sont venus » et s'ils refusent de partir il affirme ses intentions : « alors je les tuerai ».
En octobre 2000, le grand-mufti Ekrima Sa'id Sabri excite les enfants au martyre. Alors interrogé sur les attentats-suicides, il déclare : « Plus le martyr est jeune, plus je le respecte ». Pour Daphne Burdman (2003), c'est durant la Seconde intifada que les jeunes sont encouragés à mourir en martyr (shahid), à travers le système éducatif.

Avec le début de la seconde Intifada, la participation des enfants s'intensifie, de nombreux enfants sont enrôlés dans les groupes terroristes pour commettre des actes de terrorisme. En avril 2002, trois attaques contre les localités israéliennes de la bande de Gaza sont menées par des jeunes de 14 à 16 ans armés de couteaux et de bombes artisanales. En janvier 2003, deux jeunes garçons sont envoyés dans une attaque et trois jeunes de 15 ans commettent une autre attaque. Le 25 février 2002, une fille de 15 ans attaque un poste militaire israélien avec un couteau. Dans sa note de suicide elle justifie son acte comme un message « il n'y a pas de sécurité sur notre sol pour les juifs ».

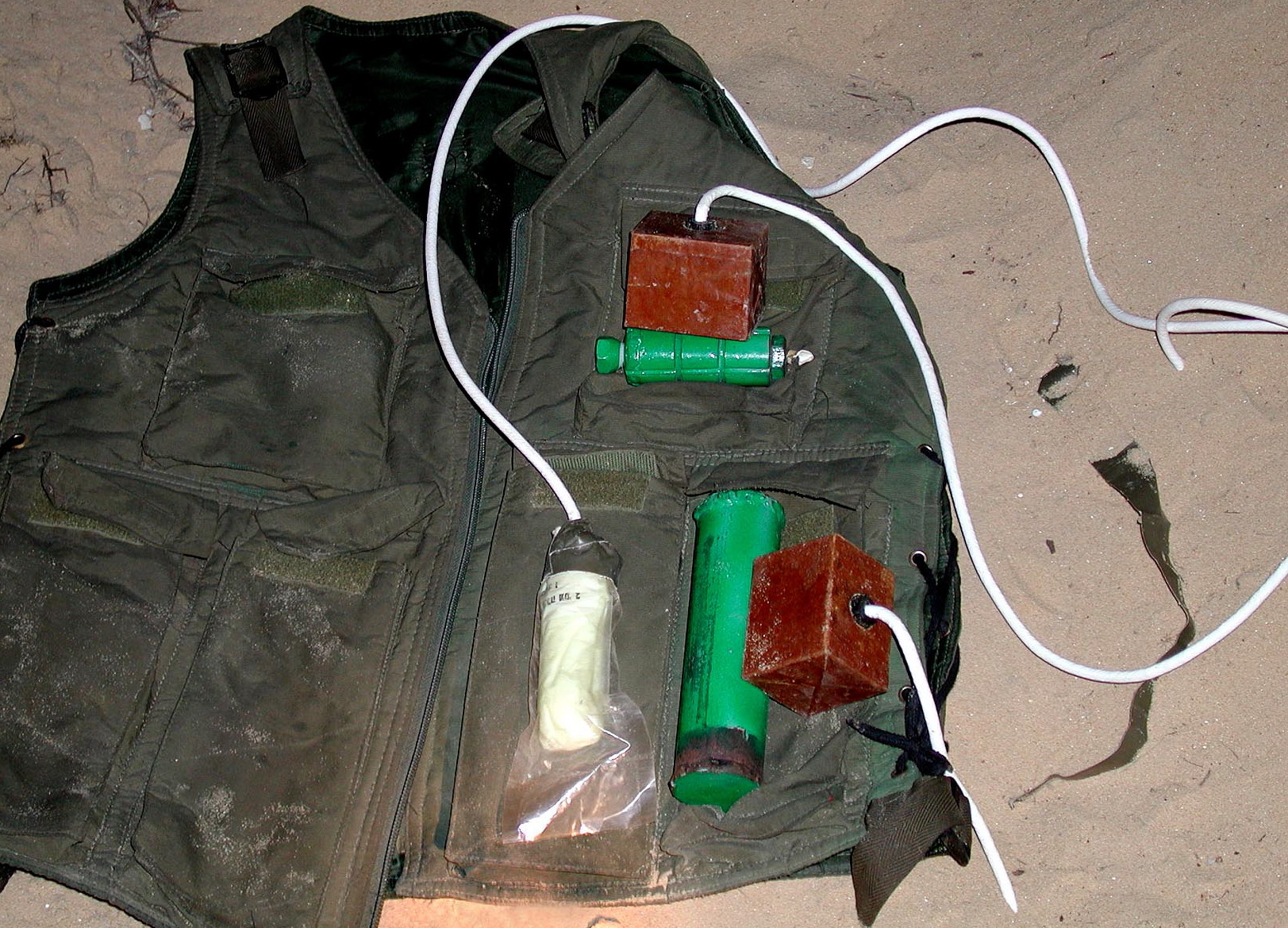
Exemple d'une ceinture explosive (en 2002).

Parmi les plus jeunes terroristes suicidés, un jeune de 17 ans déclenche une bombe dans un quartier juif orthodoxe de Jérusalem en mars 2002, un autre de 16 ans le 22 mai 2002 à Rishon LeZion et un autre de 17 ans qui déclenche sa ceinture explosive dans un fast-food de falafel à Jérusalem le 30 juillet 2002.
En juin 2002, un jeune de 16 ans est arrêté après une tentative ratée de déclencher sa ceinture explosive à côté d'un autobus, et avoue avoir été recruté par le Hamas. Le Jihad islamique reconnaît avoir recruté un autre jeune de 16 ans pour un autre attentat-suicide raté du même mois.
Le 12 août 2003, deux jeunes de 17 ans commettent des attentats-suicides à la ceinture explosive. En outre, des enfants palestiniens sont utilisés pour transporter et passer en contrebande des explosifs. Un grand nombre d'enfants sont blessés en transportant des bombes artisanales ou en les jetant.

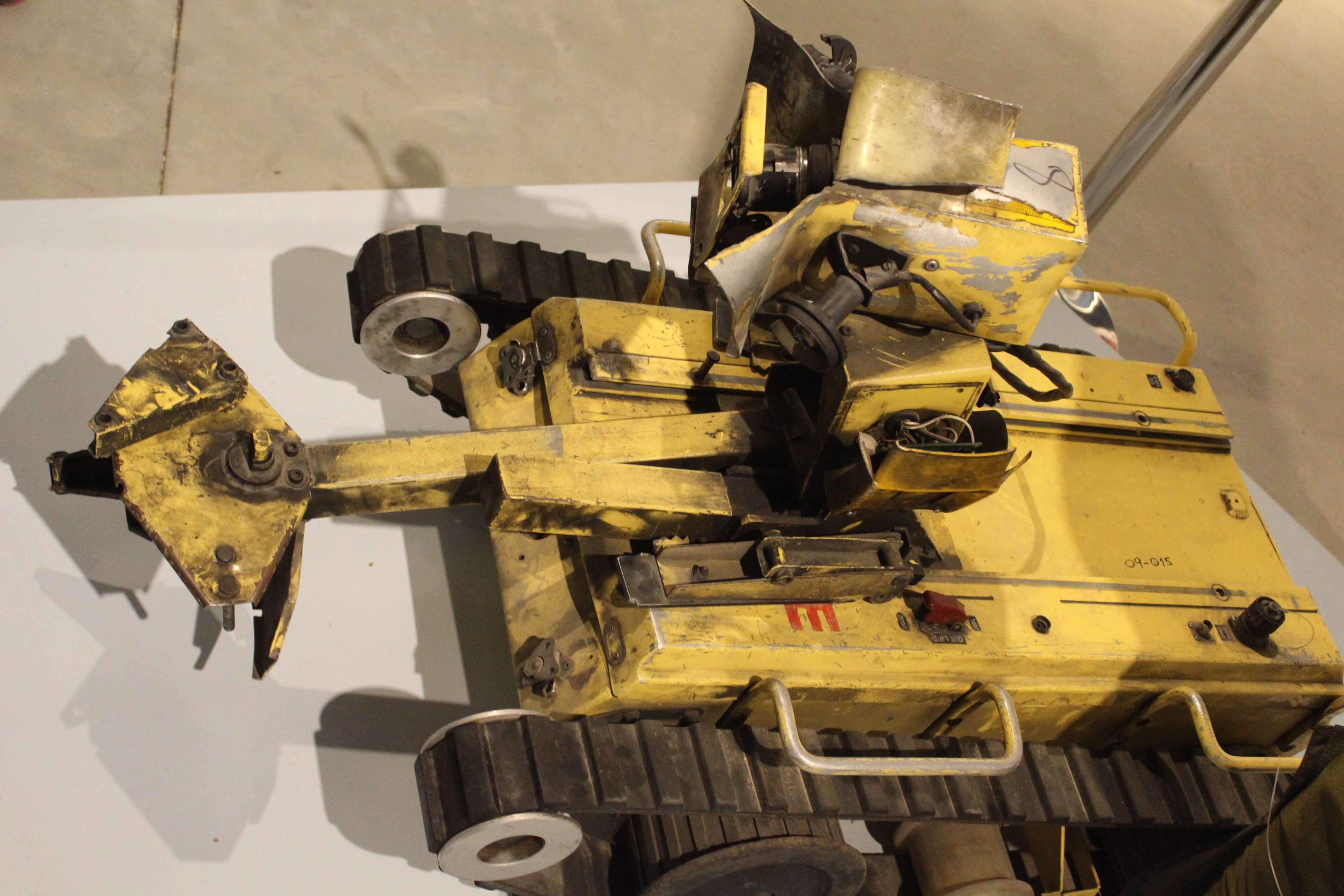
Robot démineur

En mars 2004, un jeune de 11 ans est arrêté une bombe dans son sac et un autre de 16 ans, Hussam Abdo est arrêté à un poste militaire portant une ceinture explosive. Une équipe de déminage parvient à lui retirer la ceinture explosive avec ses 8 kilos d'explosifs, grâce à l'aide d'un robot démineur. Le 16 juin, deux filles, âgées de 14 et 15 ans, sont arrêtées avant de commettre un attentat suicide. Le 3 juillet, l'attentat-suicide d'un jeune de 16 ans est déjoué et sa ceinture explosive de 12 kg est déclenchée en sécurité par une équipe israélienne de déminage. Le 5 juin, deux ceintures explosives dissimulées dans des cartables ont détoné. Le 23 septembre 2004, un jeune de 15 ans est arrêté avec en sa possession une ceinture d'explosifs de 7 kg.
Le 1er novembre, un martyr de 16 ans se fait exploser dans le marché de Tel Aviv, tuant 3 Israéliens. La mère du terroriste critique le recruteur de son fils: « C'est immoral d'envoyer quelqu'un d'aussi jeune… Ils auraient dû envoyer un adulte qui comprend le sens de ses actes. ».
Le 3 février 2005, un jeune de 15 ou 16 ans, est arrêté au checkpoint de Huwara avec un sac contenant une ceinture explosive. Le 12 avril, un jeune de 15 ans est arrêté au checkpoint de Huwara, cachant cinq bombes artisanales sous son manteau. Le 27 avril, deux adolescents sont arrêtés à un poste militaire près de Jénine avec 11 charges explosives sur eux. Le 22 mai, un jeune de 14 ou 15 ans, est arrêté à un checkpoint de Huwara avec une ceinture explosive.
Selon l'organisation Coalition to Stop the Use of Child Soldiers, il y aurait eu au moins 9 attentats-suicides commis par des mineurs de octobre 2000 à mars 2004.

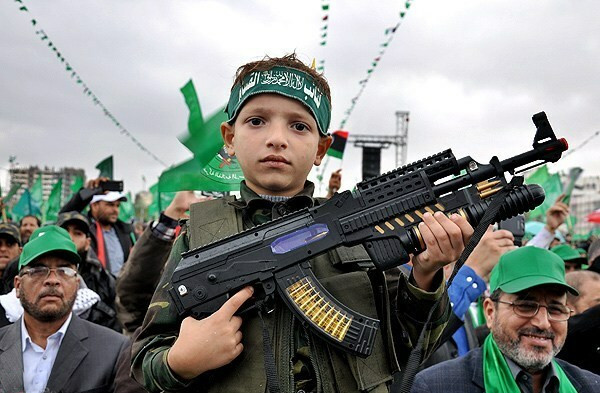
Lors du défilé pour le 25 anniversaire du Hamas, à Gaza (2012)

Selon l'avis d'Amnesty International, les « groupes armés palestiniens » ont utilisé des enfants palestiniens dans leurs attentats. Ceux-ci seraient « susceptibles d'être recrutés par manipulation » d'après l'organisation.
L'endoctrinement des enfants palestiniens dans les camps d'entraînement paramilitaire pour enfants du Hamas est dénoncé dans la presse au début des années 2000. Euronews publie un reportage sur les quarante camps d'entraînement pour enfants de la bande de Gaza. À la télévision française, France 2 publie le 11 août 2001, des images d'enfants en uniformes portant des armes réelles. Selon Paul Giniewski, en août 2002, du fait que ces photographies donnant une image négative de la Palestine, le syndicat des journalistes palestiniens interdit de photographier des enfants portant des armes. En 2005, lors d'un défilé du Hamas, des photos d'enfants armés sont à nouveau prises, en particulier la photographie d'un bébé armé marque l'opinion publique.
En 2014, le Hamas affirme que plus de 160 enfants palestiniens sont morts lors de la construction de ses tunnels de guerre.

### La question du bouclier humain
Selon le Secrétaire général des Nations unies Ban Ki-Moon et Israël, l'organisation Hamas lance des roquettes depuis des villes palestiniennes, et dans certains cas depuis des écoles, et ce afin d'utiliser le nombre de victimes collatérales comme un coup médiatique, et pour dissuader Israël de riposter.
En juillet 2014, l'Union Européenne déclare que « tous les groupes terroristes à Gaza doivent se désarmer » et que « L'UE condamne fermement les appels à la population civile de Gaza à s'offrir en boucliers humains »,.
Le dirigeant du Hamas, Khaled Mechaal, dément les accusations de bouclier humain contre son organisation dans une interview sur CNN en août 2014.

### Jets de pierres et de cocktails molotov
Les jets de pierres et de cocktails Molotov sont perçus comme des actes de résistance ou symbolique par ceux qui les soutiennent, tandis que certains de ceux qui les condamnent les considèrent comme du terrorisme. En particulier en Israël, ils sont considérés comme faisant partie d'une stratégie de « terrorisme populaire ».
Selon Michael Aman, les groupes terroristes emploient des enfants pour des attaques limitées servant à harceler leur ennemi. En particulier, des jets de pierres contre des postes militaires ou des véhicules israéliens. Quatorze civils israéliens meurent ainsi à la suite de jets de pierres en 2015.
De 1987 à 1988, 1 260 autobus et voitures sont endommagés et de nombreux Israéliens sont blessés, par exemple, l'embuscade du 30 octobre 1988 contre un autobus israélien cause la mort d'une mère et ses trois enfants ainsi que d'un soldat qui tente de leur porter secours. Les terroristes utilsent un mélange spécial de boulons et vis pour maximiser les pertes humaines.

### Terrorisme international

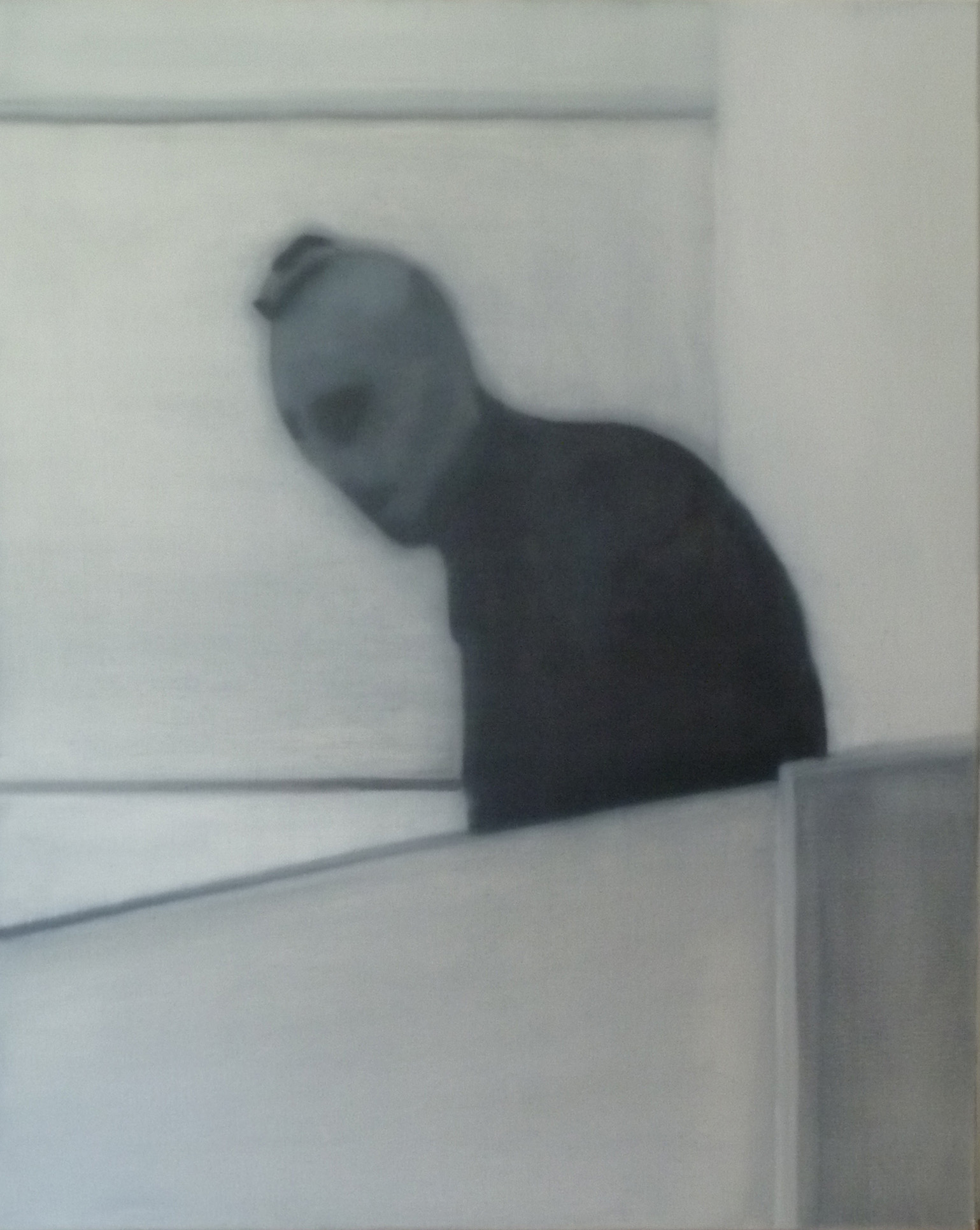
Photographie du terroriste cagoulé lors du massacre des athlètes israéliens aux Jeux de Munich de 1972. Un symbole du terrorisme international.

Les détournements d'avions de l'OLP dès 1968, capitalisent l'attention des médias et provoquent une réaction politique internationale. De 1968 jusqu'au début de la « quatrième vague » de David C. Rapaport, l'OLP commet le plus d'attentats de terrorisme international parmi les groupes terroristes dans le monde, durant la période favorable au développement de l'« élément de surprise »: la communication de masse (télévision) et la transportation de masse (transports aériens).
Pour Stefan M. Aubrey, l'attaque terroriste des Jeux olympiques de Munich de 1972 constitue la quintessence du terrorisme international, et y voit des similarités avec l'attentat du 11 septembre 2001.
Les conflits armés avec Israël servent de casus belli pour de nombreux groupes terroristes soutenus localement et internationalement. Le terrorisme international de l'OLP, est l'une des causes des pressions internationales pour le rertrait d'Israël et la reconnaissance à l'OLP comme légitime représentant du peuple palestinien.
Les groupes terroristes palestiniens de la Seconde intifada sont souvent inclus dans l'« axe du mal » avec al-Qaïda et le Hezbollah. En août 2002, le Commandement des forces des États-Unis en Europe liste cinq groupes terroristes internationaux dont deux palestiniens, le Hamas et le Jihad islamique.
Raymond Aron perçoit le massacre de l'aéroport de Lod de 1972 comme un « symbole » de l'internationalisation de la « violence pire ».

## Soutiens

### Soutien du gouvernement palestinien

#### Hommages

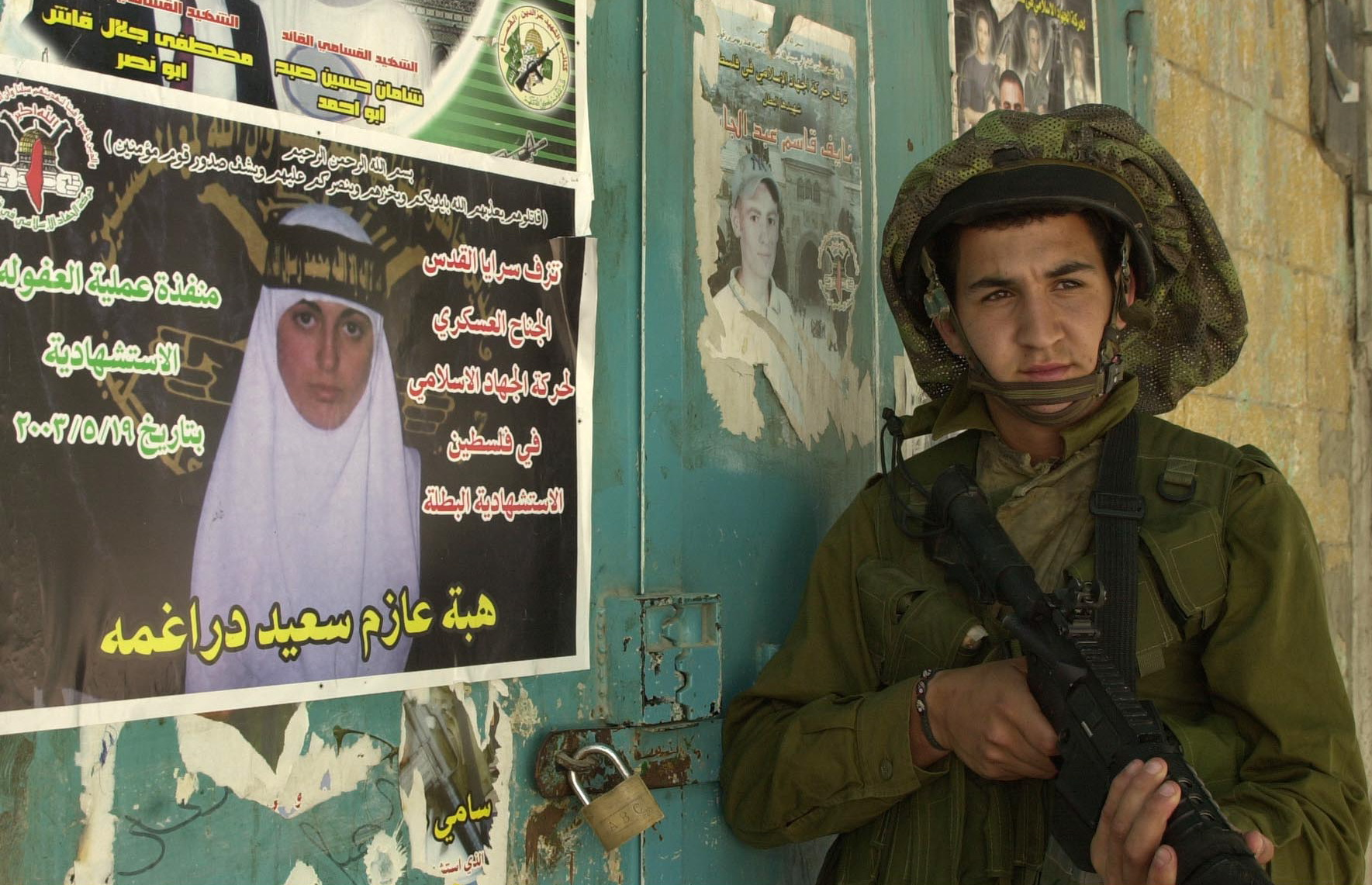
Soldat israélien et des affiches de propagande célébrant des martyrs.

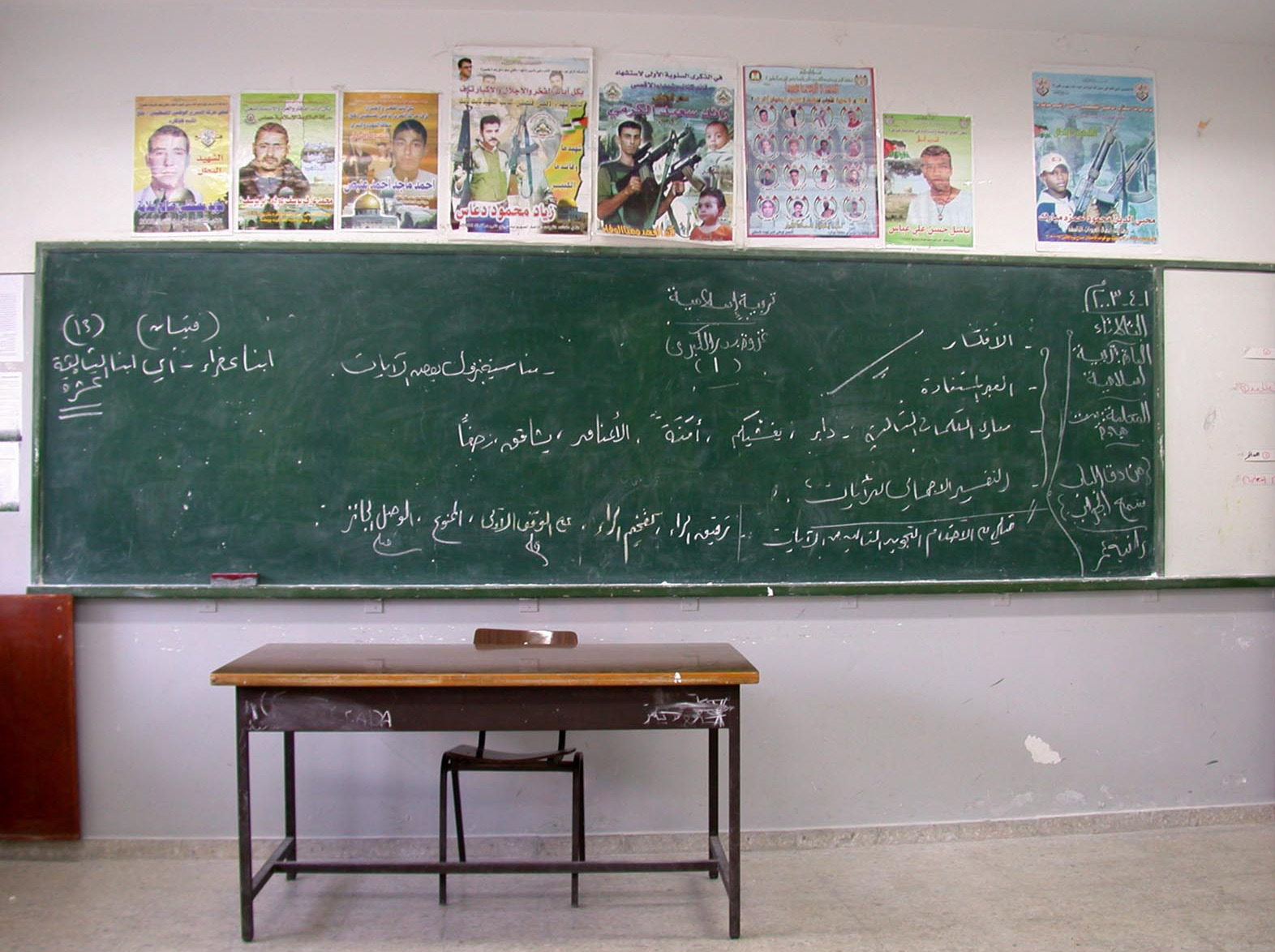
Des affiches glorifiant des attentats-suicides accrochées dans une salle de classe à Tulkarem (Cisjordanie)

Le gouvernement israélien et des figures politiques critiquent l'Autorité palestinienne qui incite au terrorisme par des déclarations encourageant à mourir en « martyr » (chahid) et glorifiant les attentats-suicides comme « héroïques » et « légendaires »: à travers les médias, sa chaîne de télévision, dans les écoles,, des hommages et des cérémonies célébrant les attentats. Marcus, Zilberdik et Crook (2010), analysent la « glorification du terrorisme » dans la société palestinienne et mettent en évidence le nommage de rue en l'honneur notamment de Yahya Ayyash, Abu Jihad, Ahmed Yassin, Abd al-Basset Odeh ou encore Abu Iyad.
De plus il y aurait plus de 20 écoles et crèches en l'honneur de responbables d'attentats. D'autres cas de nommage de rue sont rapportés dans la presse israélienne, comme en 2015, une rue en l'honneur de Muhannad Halabi, pour son double homicide d'un rabbin et d'une autre personne, blessant également un enfant de deux ans et sa mère ou en 2019, en l'honneur de Omar Abu Lila, pour son double homicide de deux citoyens israéliens, le rabbin Etinger et Gal Kaidan.

#### Armement et police
Selon l'analyse de Brynjar Lia sur la force de police de l'Autorité palestinienne, les personnes ayant purgé des peines liées au terrorisme en Israël, auraient reçu une préférence pour rejoindre la force de police.
Selon les informations d'Israël, l'Autorité palestinienne de Yasser Arafat aurait cherché à s'approvisionner en armement au début des années 2000. La marine israélienne intercepte le 6 mai 2001 le bateau Santorini qui tente de faire entrer clandestinement des armes dans la bande de Gaza. L'autorité palestinienne reconnaît quatre militants du bâtiment comme membres de sa force navale. En janvier 2002, la marine intercepte le bateau clandestin Karina A dans la Mer rouge, transportant des roquettes et des armes à destination de la Bande de Gaza. Le bateau est dirigé par quatre membres de l'Autorité palestinienne dont un officier. En 2003, la marine intercepte un bateau de pêche qui tente de faire entrer des armes et de la documentation d'instruction (pour les ceintures explosives, les mines et autres). L'opération est menée par deux membres de la police de l'autorité palestinienne et le Hezbollah. En 2002, un rapport de l'armée israélienne accuse l'Autorité palestinienne de détourner des fonds des aides internationales au bénéfice des groupes terroristes.

#### Psychologie et idéologie

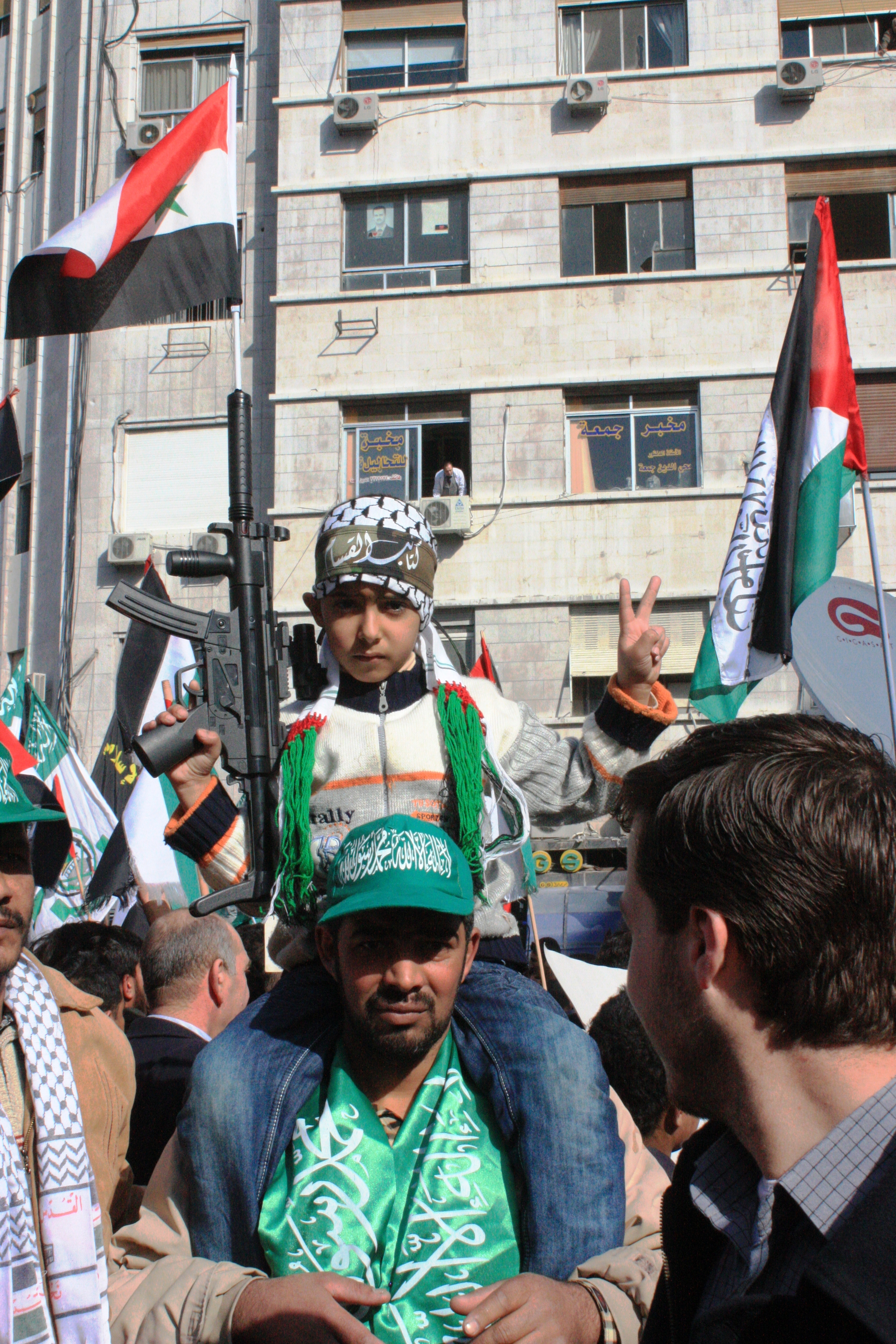
Enfant la tête ceinte d'un keffieh palestinien et du bandeau du Hamas, tenant un jouet MP5K, lors du rassemblement pro Hamas à Damas pendant le conflit israélo-Gaza (2008)

L'Autorité palestinienne condamne officiellement les attentats, tout en justifiant les attentats-suicides comme la réalisation de frustrations et du désespoir face à l'occupation.
L'Autorité palestinienne dans sa guerre psychologique incite à la violence contre Israël et utilise la diabolisation de l'ennemi. Elle crée des allégations de vol d'organes sur des enfants kidnappés, de contamination par du poison dans des sucreries, de l'utilisation de soldates pour infecter des Palestiniens au VIH ou par l'accusation d'empoisonnements de puits. Les Palestiniens accusent l'armée israélienne d'atrocités cachées par Israël comme pendant la bataille de Jénine ou encore de désacraliser l'église de la Nativité en avril 2002. Israël est décrit comme un « État nazi » et violeur des droits de l'homme tandis que la barrière de séparation contre le terrorisme est décrite comme un « mur d'Apartheid » par la campagne de l'Autorité palestinienne.
La haine de l'ennemi, la loyauté absolue ainsi que le culte du héros sont les thèmes instrumentalisés pour augmenter le soutien de la population palestinienne aux violences.
Le 16 septembre 2015, Mahmoud Abbas exprime son soutien à la violence à la chaîne télévisée officielle de l'Autorité palestinienne, empruntant le vocabulaire islamiste : « Nous avançons, avec l'aide d'Allah. Nous vous saluons, ainsi que tous les hommes et femmes au ribat [sur la ligne de front]. Nous saluons chaque goutte de sang versé pour la cause de Jérusalem. Ce sang est du sang propre et pur, versé au nom d'Allah, avec l'aide d'Allah. Chaque martyr aura sa place au Paradis, et tous les blessés seront récompensés par Allah ».
Comme exemple de soutien de l'Autorité palestinienne au terrorisme, Pierre-André Taguieff cite le cas du terroriste palestinien qui s'était introduit par effraction dans la chambre d'une fille de treize ans, Hallel Yaffa Ariel et l'avait tuée de plus de vingt coups de couteau dans la nuit du 29 au 30 juin 2016, et qui est déclaré « martyr » (chahid) par le Fatah et l'agence de presse de l'Autorité palestinienne. De plus en vertu de la loi de l'Autorité palestinienne, sa famille - comme celle des autres chahids - est bénéficiaire d'une « allocation mensuelle ». Sultan Abou al Einein, membre du Comité central du Fatah et conseiller de Mahmoud Abbas, avait déclaré quelques jours avant l'attentat : « Partout où vous trouvez un Israélien, égorgez-le », ce qui aurait pu servir d'incitation à l'attentat.

#### Dédommagements financiers
Le gouvernement palestinien offre des primes à vie pour les familles des terroristes et les Palestiniens emprisonnés en Israël pour terrorisme. Ces financements constituent plus de 7 % de son budget.
| Salaire de prisonniers[1] et de terroristes libérés | 111 516 570 $                              | 116 528 150 $                              | 126 662 890 $                              | 128 518 896 $                              |
| Salaire pour les familles des « martyrs »           | 158 843 940 $                              | 162 807 890 $                              | 163 268 940 $                              | 174 630 296 $                              |
| Total des salaires en support du terrorisme         | 270 360 520 $ + 1 027,4 million de shekels | 279 336 050 $ + 1 061,4 million de shekels | 289 931 840 $ + 1 101,7 million de shekels | 303 149 193 $ + 1 152,0 million de shekels |
| Pourcentage du budget                               | 7 %                                        | 7 %                                        | 7 %                                        | 6,9 %                                      |
| Pourcentage de l'aide internationale                | 20 %                                       | 24 %                                       | 14,9 %                                     | 29,6 %                                     |
| 1. Palestiniens condamnés pour terrorisme en Israël |                                            |                                            |                                            |                                            |

Les Palestiniens emprisonnés en Israël pour terrorisme pour une durée de 3 à 5 ans sont éligibles à un salaire de 570 dollars, tandis que pour une peine de plus de 30 ans, plus de 3 400 dollars par mois sont promis, représentant un somme 20 fois supérieure au revenu national per capita.
L'ONG IMPACT-SE dénonce et documente l'incitation à la haine et à la violence dans le système scolaire de l'Autorité palestinienne. Par exemple, une chanson d'un manuel scolaire de l'Autorité palestinienne de 2019 pour les 8-9 ans, traduite de l'arabe, dit :

« Je jure que je sacrifierai mon sang pour saturer la terre des généreux et éliminerai l'usurpateur de mon pays, et anéantirai les restes des étrangers. Ô le pays d'Al-Aqsa et le Haram, ô berceau de chevalerie et de générosité. Patient, sois patient, car la victoire est à nous, l'aube émerge de l'oppression. »

### Autres soutiens dans le monde
Pour Walter Laqueur, la campagne terroriste palestinienne a eu l'avantage d'avoir le soutien d'États arabes – soutien politique, financier, fourniture d'armes et de refuges.
Selon Gérard Chaliand et Arnaud Blin, avec la reconnaissance de l'OLP comme « représentant du peuple palestinien », un glissement s'opère en 1974 : « d'un terrorisme publicitaire à un terrorisme de coercition diplomatique, téléguidé par des États comme l'Irak, la Syrie et la Libye ». S'opère alors une instrumentalisation des groupes palestiniens par ces États, pour faire plier diplomatiquement les États européens.
Concernant l'armement, le financement, le soutien politique et matériel aux groupes terroristes palestiniens, ainsi que la collaboration et la coopération avec d'autres groupes terroristes/insurgés voir l'article dédié : Soutien au terrorisme palestinien.

## Participation au djihadisme mondial
Durant la guerre d'Afghanistan, le palestinien Abdallah Azzam, se fait connaître comme père fondateur du djihadisme. Abu Muhammad al-Maqdisi est quant à lui un leader spirituel important du djihadisme.
En 1953, le groupe islamiste Hizb ut-Tahrir est fondé par le Palestinien Taqi al-Din al-Nabhani et avec (en)Kamal al-Din al-Nabhani. Le Palestinien (en)Abdul Qadeem Zallum dirige le groupe de 1977 à 2003 avant d'être remplacé par le Palestinien (en)Ata Abu Rashta.
Abou Moussab Al-Zarqaoui tire beaucoup de ses commandants de groupes palestiniens du Levant. Il prétend également être originaire d'un clan de la région de Jérusalem.
En 2014, le Palestinien de nationalité britannique (en)Issam Abuanza, devient le Ministre de la santé de l'organisation État islamique. Concernant la mort du pilote jordanien Muath Al-Kasasbeh brûlé vif, il déclare : « J'aurais aimé qu'ils le brûlent extrêmement lentement et que je puisse le soigner pour que nous puissions le brûler à nouveau ».
Durant la guerre civile syrienne, l'organisation islamiste Jund al-Aqsa est créée par le palestinien de nationalité jordanienne Abu Abdul Aziz al-Qatari, tandis que Liwa al-Quds et Quwat al-Jalil servent de milices palestiniennes à l'armée syrienne.

### Péninsule du Sinaï
Le 4 février 1990, deux hommes armés affilié au groupe du Jihad islamique palestinien lancent quatre grenades et tirs à l'arme automatique sur le bus touristique Safaja Tour conduisant des Israéliens sur la route du désert Ismaïlia-Le Caire, tuant 10 personnes et blessant 19,.
La péninsule du Sinaï connaît une forte présence djihadiste palestinienne, et le 7 octobre 2004, des djihadistes palestiniens font un attentat contre l'hôtel Hilton près de la ville de Taba qui tue 34 personnes ou celui d’août 2006, qui tue 12 Arabes israéliens. Durant l'attentat du 7 octobre 2004, le chef palestinien Ayad Said Salah, mène trois attentats à la voiture piégée dans la zone de Taha ressort et meurt accidentellement.
Les djihadistes palestiniens (et les groupes islamistes gazaouis comme Tawhid al-Jihad) participent aux attaques terroristes de la péninsule du Sinaï et au trafic d'être humains des migrants soudanais et érythréens. En 2012, l'attaque contre un poste-frontière égyptien amène l'Égypte à adopter une position plus hostile du Hamas.
Selon la chaîne d'information Al Jazeera en 2006 : « Les Palestiniens de la bande de Gaza ont contribué à la formation et au financement du groupe du Sinaï qui a tué environ 120 personnes dans une série d'attentats à la bombe, a déclaré l'Égypte ».

### Au Liban
Au Liban, en 1985, Sheikh Hisham Shreidi, un haut dirigeant du groupe islamiste Jamaa al-Islamiyya, crée le groupe sunnite Usbat al-Ansar épousant une idéologie wahabiste. Le groupe se compose de Palestiniens et de Libanais et avec ses principales bases dans les camps de réfugiés Ayn Hilwa et Nahr al-Bared. En janvier 2002, le groupe aurait des liens avec des terroristes de groupes comme al-Qaïda et il est ajouté sur la liste du gouvernement américain des organisations terroristes étrangères.
Selon Milton-Edwards, le renouveau islamiste palestinien à Gaza et de la Cisjordanie était une réponse locale au renouveau islamiste régional qui, après 1982 a pris la forme d'un défi politique à l'OLP et de la sécularisation de la société. Cependant, ce n’était pas simplement le résultat du mécontentement politique du Fatah et de l'OLP.
Les camps de réfugiés palestiniens sont devenus des sites de contestation entre militants des mouvements islamistes et les partis laïques. Selon Are Knudsen, l'importance de ce conflit n'est pas du fait de l'importance des sentiments islamistes de la population réfugiée palestinienne mais plutôt le résultat du statut de sécurité spécial qui est accordé aux camps de réfugiés.
En 2006, le Palestinien Shaker al-Absi fonde le groupe jihadiste Fatah al-Islam qui établit ses bases dans les camps de réfugiés palestiniens du Liban.

### Le cas d'Al-Qaïda
Oussama Ben Laden concentre son combat contre les États-Unis, croyant que l'effondrement de ce dernier entraînera l'effondrement des régimes islamiques « hérétiques » et d'Israël. Al-Qaïda vise à la « libération de la Palestine » et en particulier de la mosquée al-Aqsa et Jérusalem des mains des « infidèles ».
Les terroristes suicidés palestiniens offrent un modèle aux groupes islamistes tels qu'Al-Qaïda, en particulier le concept d'« Istisshad » qui sera repris par l'organisation.
Selon Benjamin Timothy Acosta, les attentats-suicides palestiniens introduits dans le monde sunnite au cours de la seconde moitié des années 1990, ont eu une influence sur l'adoption de cette stratégie par Al-Qaïda en 1998.
Le membre d'Al-Qaïda, Abu-Ubayd al-Qurashi, décrit le massacre des athlètes israéliens à Munich en 1972 comme un acte de résistance et un grand coup de propagande: « Ainsi 900 millions de personnes dans 100 pays étaient témoins de l'opération par les écrans de télévision ». Il affirme y trouver de l'inspiration pour les attentats du 11 septembre 2001.
De nombreux Palestiniens participent à ce Jihad mondial, rejoignant des organisations comme Al-Qaïda, dont des terroristes qui commettent l'attentat du World Trade Center de 1993 aux États-Unis : Ahmed Ajaj, Mohammed Salameh, Eyad Ismoil, Nidal Ayyad ou encore Bilal Alkaisi,. Ramzi Ahmed Yusuf, le planificateur de l'attentat à la bombe affirme quant à lui le 31 mars 1993, être de mère palestinienne, sans que son affirmation ne soit vérifiable.
Comme autres terroristes palestiniens d'Al-Qaïda:
- Le Palestinien (en)Mohammed Odeh commet avec trois acolytes islamistes les attentats des ambassades américaines en Afrique du 7 août 1998.
- Le Palestinien Abou Zoubaydah gère le soutien d'Al-Qaïda et son réseau opérationnel dans le monde entier. Responsable des relations externes avec d'autres groupes djihadistes et ONG islamistes, il sert également comme dirigeant d'un camp d'entrainement au terrorisme. Proche de Ben Laden, il gère les mouvements et les communications de sa famille et est l'un des principaux dirigeants de l'organisation terroriste[201].
- Abu Qatada, un religieux islamiste palestinien impliqué dans les opérations européennes d'Al-Qaïda, accusé d'avoir inspiré les bombardiers de train de Madrid le 11 mars 2004, est surnommé « le Palestinien ». Sa libération a été exigée par les hommes armés palestiniens qui, le 12 mars 2007, ont enlevé le journaliste de la BBC Alan Johnston à Gaza. Une commission de recours en matière d'immigration a ordonné la libération du « parrain du Londonistan » le 8 mai 2008[224].
- Le Palestinien Abu Umar est quant à lui répertorié comme dirigeant d'Al-Qaïda à Sinjar (Irak) où il forme des combattants d'Al-Qaïda[224].

L'organisation mène des opérations pour la cause palestinienne. En 1995, des membres de la faction Biat al-Imam dirigés par le Palestinien Isam Muhammad Taher, sont arrêtés en Jordanie, alors qu'ils s'apprêtaient à commettre des attentats. En juillet 1997, des membres du groupe sont à nouveau arrêtés.
Le 19 avril 1996, la faction égyptienne de l'organisation, Gama’a al Islamiya, commet un attentat terroriste contre des touristes à l’hôtel Europe au Caire, tuant dix-sept pèlerins grecs, pris par erreur pour des « touristes juifs ».
En 1998, le World Islamic Front for Jihad against Jews and Crusaders, dirigé par Al-Qaïda, utilise la « libération de la mosquée Al-Aqsa » comme objectif central de son terrorisme.
À partir des années 2000, l'organisation devient plus active comme le démontrent les arrestations de terroristes en Jordanie, alors qu'ils étaient prêts à commettre des attentats-suicides en Israël. Celle du Palestinien Saed Sitan Mahmid Hindawi, en février 2000, de Basal Rashed Muhammad Daka en mars 2000 et de Nabil Mediras Muhamad Abu-Ukal en juin 2000. Tous les trois avaient été formés dans le camp de Ben Laden de Durante en Afghanistan.
En juin 2001, dans un message diffusé sur la chaîne Al Jazeera, Ben Laden appelle publiquement et pour la première fois, ses « frères musulmans » à rejoindre « leurs frères combattants en Palestine ».
Après les attentats du 11 septembre 2001, Al-Qaïda utilise la cause palestinienne pour s'attirer du soutien, et en solidarité avec celle-ci. Mais l'organisation commet finalement, relativement peu d'attentats en soutien aux Palestiniens. Une controverse éclate alors que de nombreux Palestiniens célèbrent les attentats djihadistes. Quatre ans après, un sondage norvégien auprès des Palestiniens en 2005, révèle que 65 % des personnes interrogées étaient encore favorables aux attentats d'« Al-Qaïda aux États-Unis et en Europe ».
Le terroriste palestinien de nationalité saoudienne, Abou Zoubaydah, est arrêté par les Américains pour son rôle dans les attentats du 11 septembre.
Le 15 février 2002, deux Palestiniens et un Jordanien, membres de l'organisation Biat El-Imam sont arrêtés dans la ville de Van, en Turquie. Durant l'interrogatoire, ils avouent avoir été formés en Afghanistan, et être prêts pour commettre des attentats-suicides en Israël.
Le terroriste britannique Richard Reid, membre de l'organisation, visite Israël pour collecter des informations. Il commet un attentat finalement en Europe.
L'organisation revendique l'attentat du 11 avril 2002 en Tunisie à Djerba près de l'ancienne synagogue, qui tue 17 personnes comme étant une action en solidarité avec les Palestiniens.
L'attentat du 28 novembre 2002 à Mombassa au Kenya, qui est revendiqué par Al-Qaidat-El-Jihad, cause la mort de 13 personnes dont trois Israéliens. L'organisation affirme avoir commis l'attentat en soutien à leurs frères palestiniens et en représailles des actions israéliennes.
En mars 2003, deux Britanniques d'origine pakistanaise, jihadistes du Kashmir, commettent un attentat en Israël dans un fast-food.
Le 30 avril 2003, Al-Qaïda et le Hamas lancent un attentat conjoint contre un bar à Tel-Aviv qui tue trois personnes et laisse 50 blessés,.
Les attentats à la bombe de Casablanca du 9 juin 2004, contre la communauté juive et ceux du 15 novembre contre deux synagogues d'Istanbul, sont revendiqués par Al-Qaïda,.
En 2008, Ben Laden réaffirme dans un communiqué vidéo son objectif de « libération de la Palestine » et affirme que l'« occupation de la Palestine » par Israël est la plus importante raison de son « combat » contre les États-Unis et de l'attaque du 11 septembre 2001.
En 2009, des membres de la cellule (en)Jund Ansar Allah, sont condamnés pour le meurtre de Yafim Weinstein, un citoyen israélien.
À partir de la prise du contrôle de la bande de Gaza par le Hamas, sa relation avec l'organisation al-Qaïda s'est détériorée. Le Hamas refuse l'allégeance à l'organisation, qui à son tour critique le Hamas pour ne pas être suffisamment djihadiste. Le Hamas critique à son tour l'État islamique et ces derniers pour leurs attitudes, en particulier concernant le traitement de djihadistes ne faisant pas partie de l'organisation. Selon Stephen Ulph, cette séparation entre les deux organisations djihadistes se trouve dans le fait que Al-Qaïda est une organisation supranationale tandis que le Hamas est local. Des cellules d'Al-Qaïda sont également en rivalité avec le Hamas dans la bande de Gaza. En 2008, Abou Oumar al-Baghdadi accuse le Hamas de trahir leur religion et la Oumma, après une rupture de relations.
Al-Qaïda justifie son manque d'action pour la cause palestinienne, par le fait qu'Israël est entouré d'une barrière de sécurité et que les États arabes frontaliers ne laissent pas les jihadistes se rendre en Palestine.